# Gemeentetram Utrecht

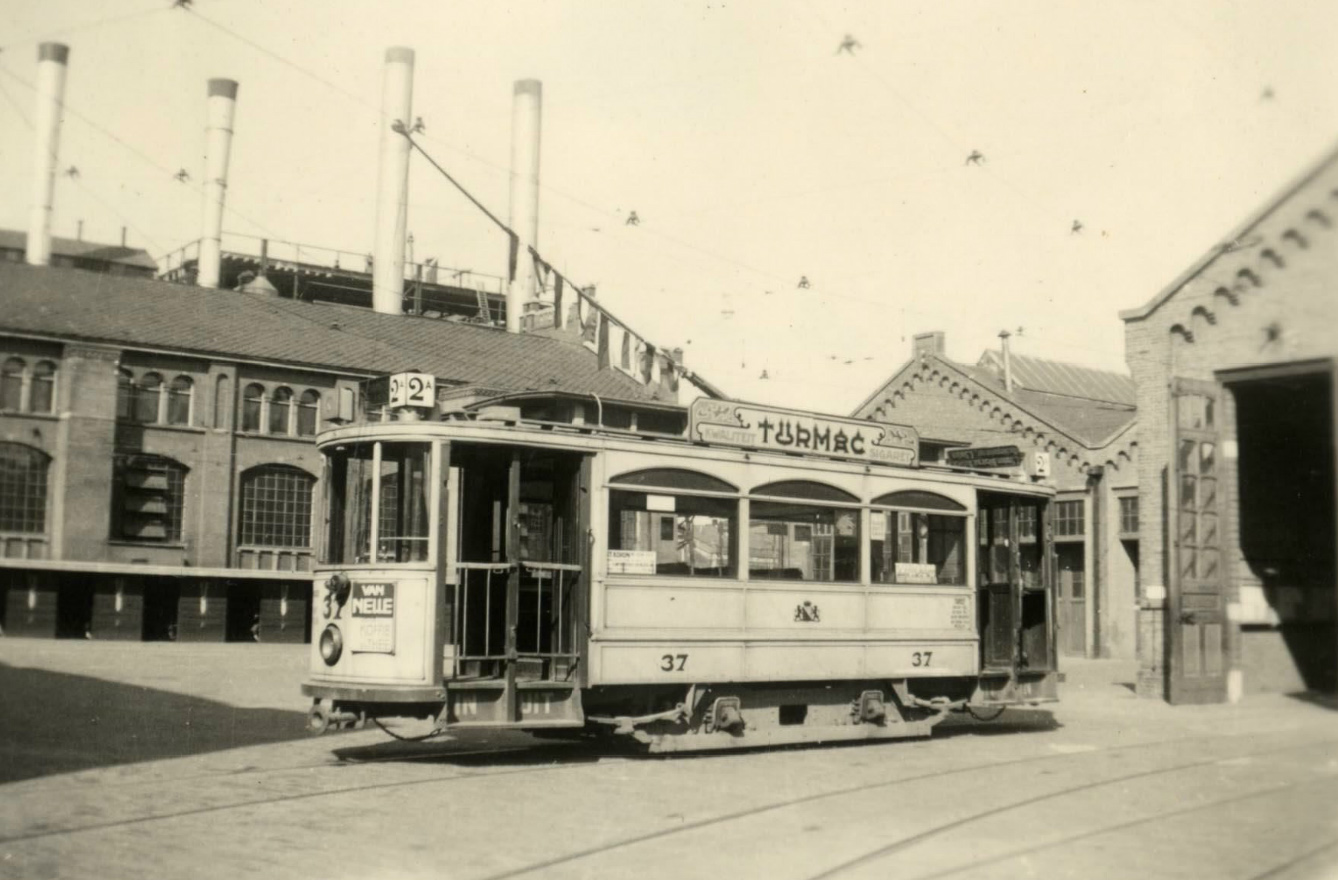
Motorwagen 37 bij de tramremise aan de Nicolaas Beetstraat; 31 augustus 1938.

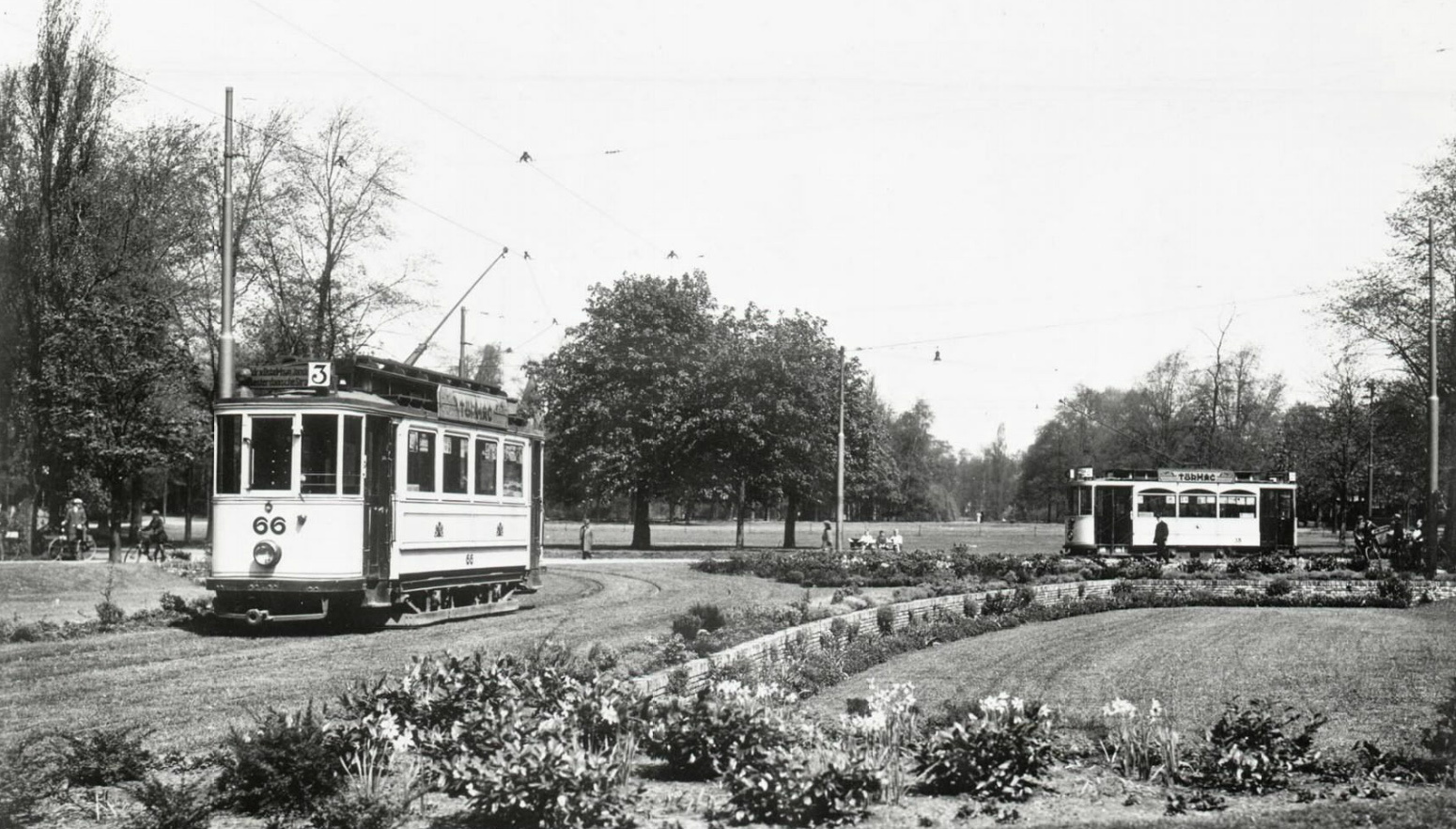
De motorwagens 66 en 38 bij het Wilhelminapark; 1933.

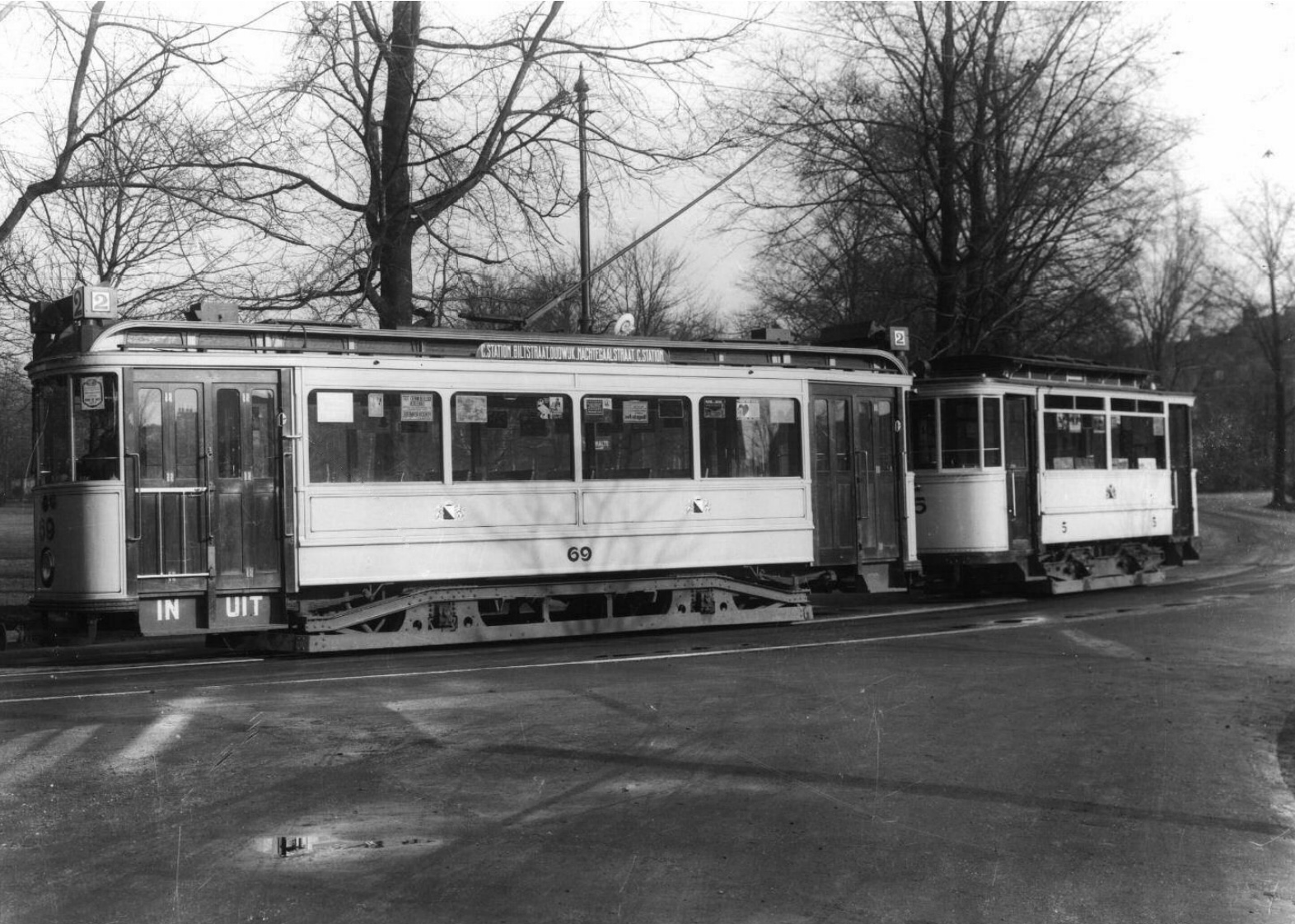
Motorwagen 69 en bijwagen 5 bij het Wilhelminapark; 1927.

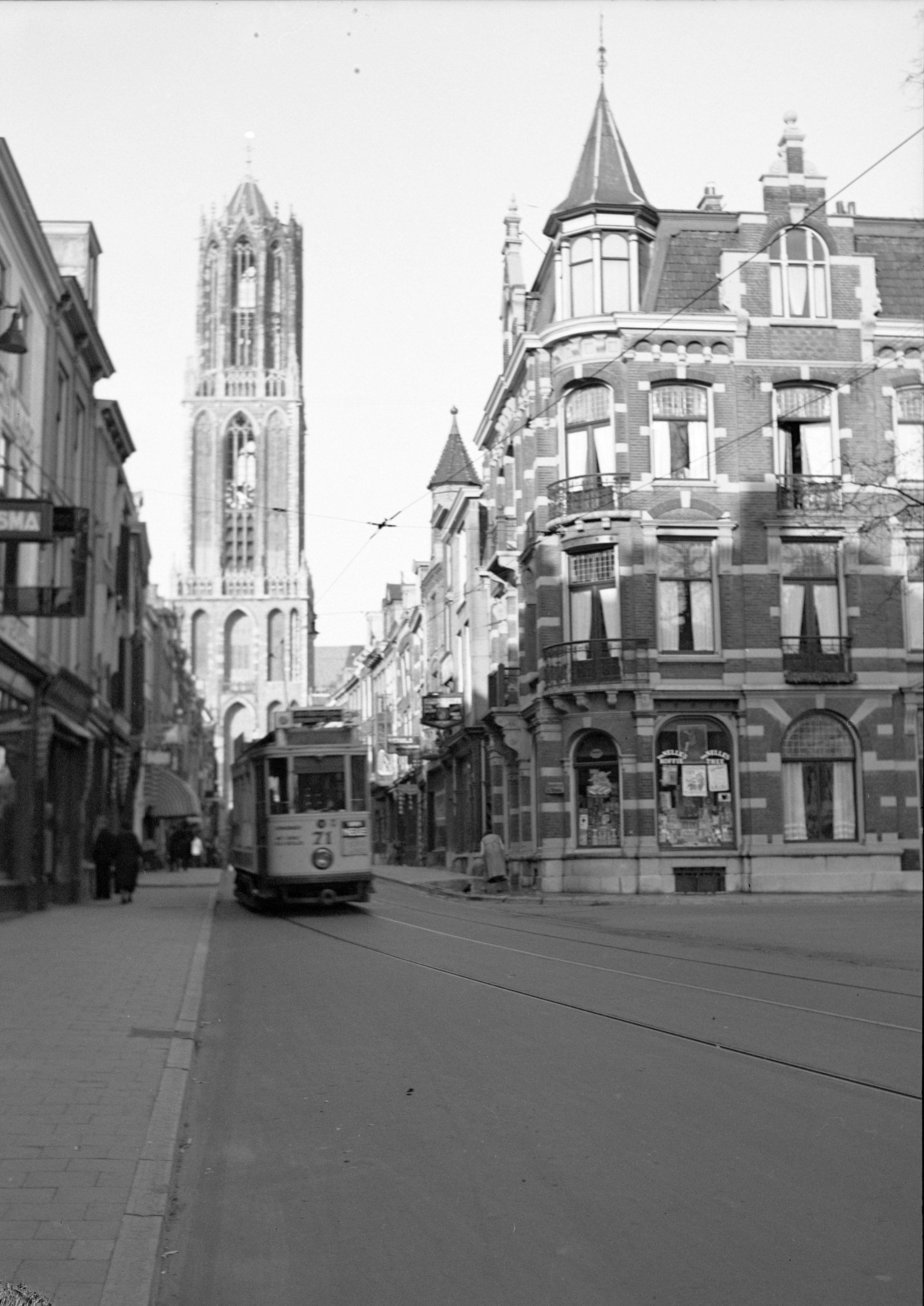
tram Zadelstraat / Domtoren, 1934-1937

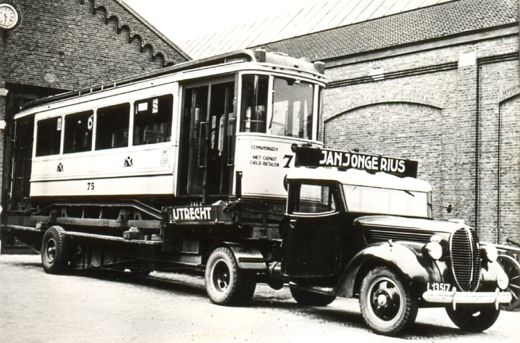
De nieuwste serie Utrechtse trams werd in 1939 verkocht aan Amsterdam.

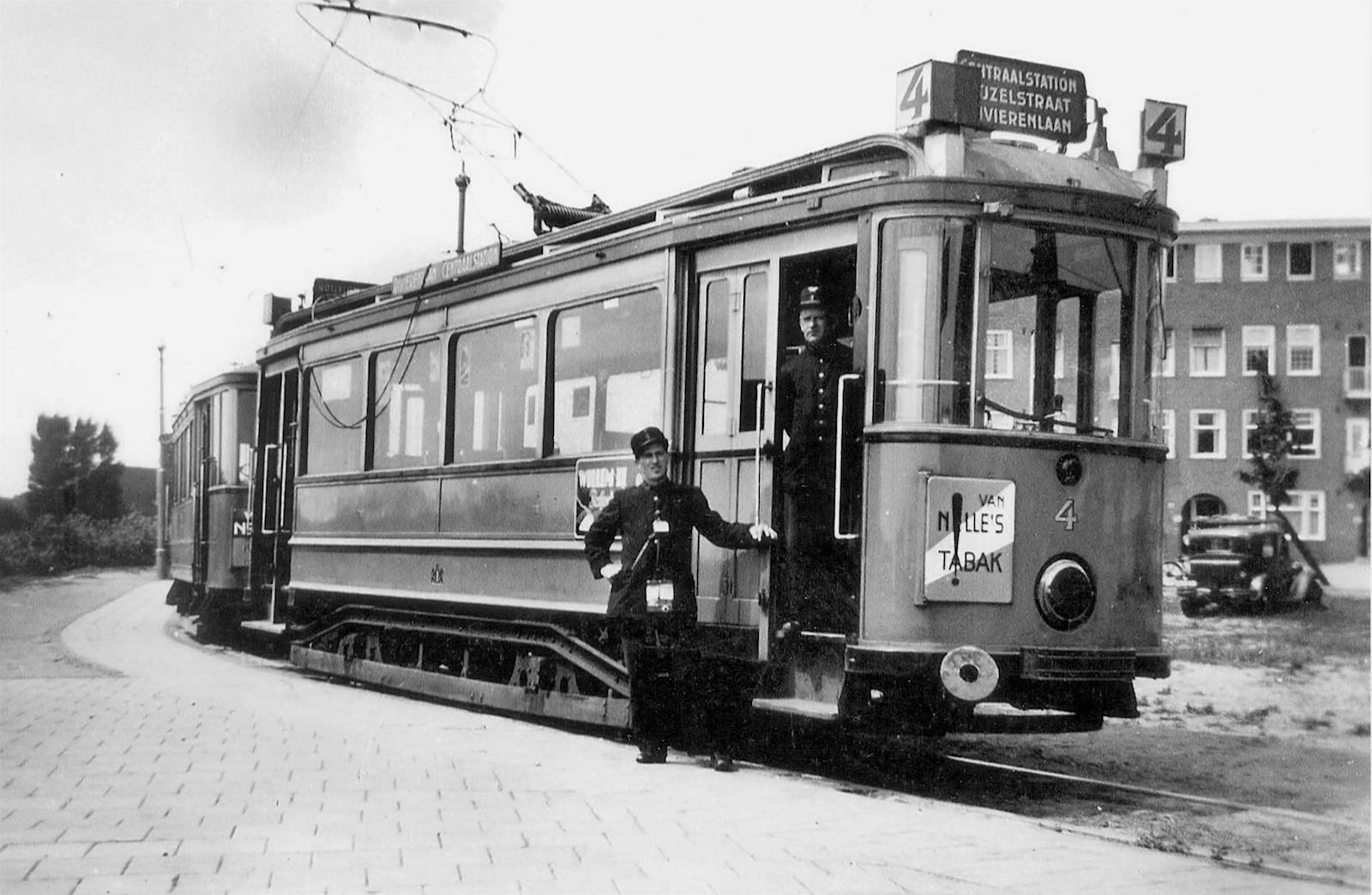
De in 1939 van de Gemeentetram Utrecht overgenomen motorwagen 4 van de Gemeentetram Amsterdam (GTA) op lijn 4 aan de Rivierenlaan; 1940.

De Gemeentetram Utrecht is een voormalig elektrisch trambedrijf in de stad Utrecht. Dit werd geëxploiteerd van 20 juni 1906 tot 1 oktober 1938, met nog incidenteel vervoer tot 15 januari 1939. Het stadsvervoer werd sindsdien geheel uitgevoerd met bussen. 

## Geschiedenis

### Voorgeschiedenis
Nadat in 1900 elektriciteitscentrales waren gebouwd in Den Haag en Rotterdam voelde ook de Utrechtse gemeenteraad hier wel iets voor. Op 27 december van dat jaar werd een raadscommissie ingesteld die de zaak voor de stad ging onderzoeken. Een van de uitkomsten van dit onderzoek was dat op dat moment verwacht werd dat een elektriciteitscentrale voor uitsluitend verlichting en huishoudens niet rendabel gemaakt kon worden, mede vanwege de lage prijs van lichtgas op dat moment in de stad. Er zouden maar weinig huishoudens en winkeliers overstappen op de nieuwe energievoorziening.
Op 17 juli 1902 werd de gemeenteraad voorgesteld om naast de elektriciteitscentrale te besluiten tot een exploitatie van elektrische trams langs de singels, rekening houdend met groei van dit elektrische tramnet. Op 29 december 1902 besloot het gemeentebestuur onder leiding van burgemeester Reiger tot aanleg van een elektriciteitscentrale aan het Sterrenbos.

### Het trambedrijf

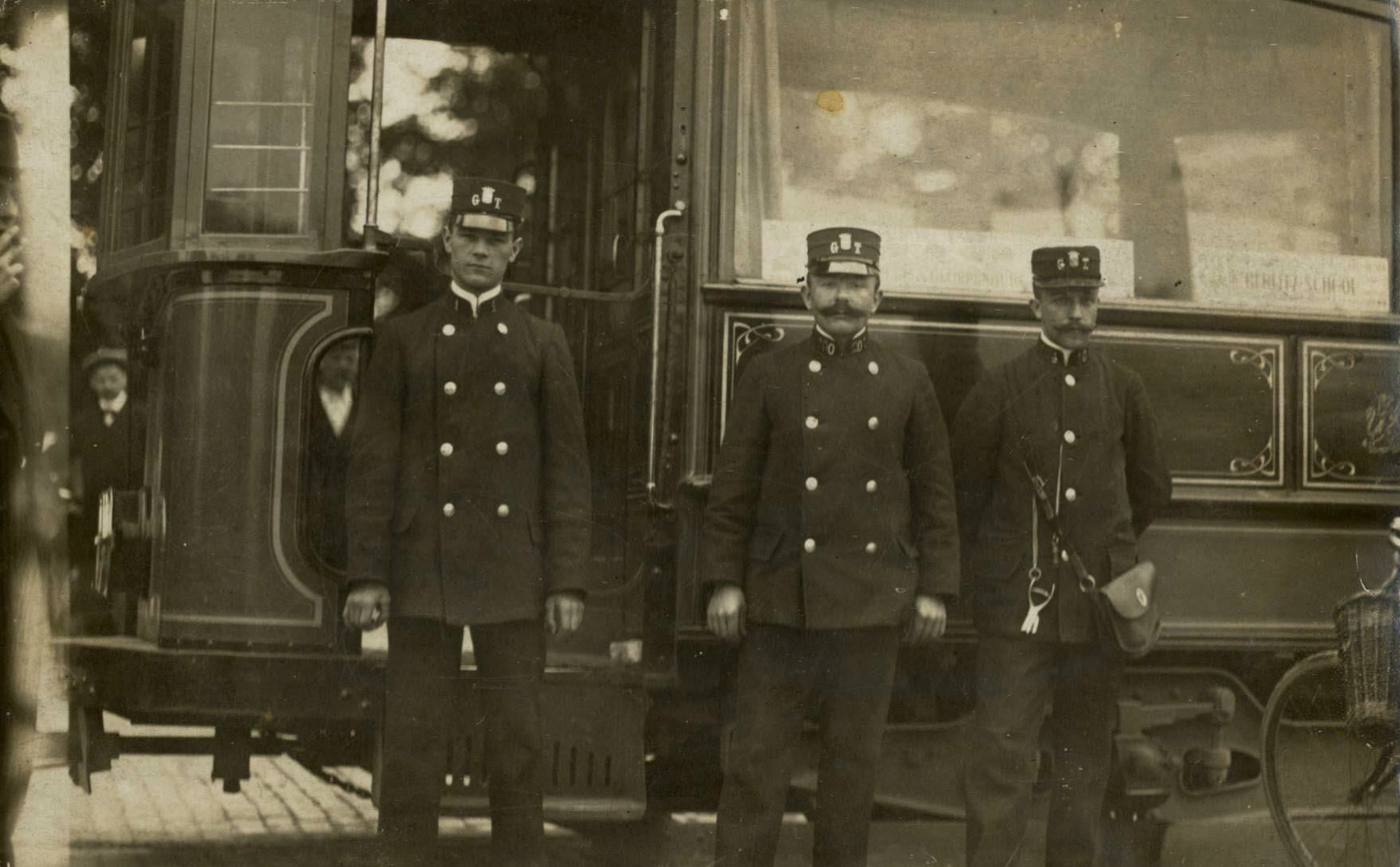
Personeelsleden van de gemeentetram.

De eerste lijn, tramlijn 1, werd als een ringlijn over de singels aangelegd, met een kleine omweg bij de Kaatstraat. Op 2 februari 1905 werd het Gemeentelijk Trambedrijf van Utrecht opgericht, op 28 september startte de levering van elektriciteit aan de stad, met een vermogen van 750 kW. Er werden twintig trammotorwagens gebouwd door MAN met elektrische installatie van AEG. Op een uitvraag voor 24 trambestuurders en 24 conducteurs reageerden 1300 personen. Uiteindelijk werden 87 man aangenomen.
De lijn werd aangelegd op normaalspoor en geëlektrificeerd met 600 V gelijkspanning. De GTU heeft van begin tot eind altijd de trolleystang als stroomafnemer gebruikt.
Op 20 juni 1906 ging de eerste elektrische tram op lijn 1 rijden van het station Utrecht NRS (vanaf 1909 Centraal Station geheten) naar de Vaaltbrug. Aangezien deze brug nog niet volledig verbouwd was voor de tram, was het nog niet mogelijk om verder te rijden. Te houden lustrumfeesten werden echter wel als ideale mogelijkheid gezien om het nieuwe trambedrijf te presenteren. Deze lijn werd later uitgebreid tot ringlijn rond de singels om de binnenstad.
Na ingebruikname van de eerste lijn werd het net uitgebreid. Hiervoor was het nodig dat de Utrechtsche Tram-Maatschappij met zijn paardentrams zou verdwijnen en dat binnen de stad gebruikgemaakt zou kunnen worden van de normaalsporige paardentramlijn van Utrecht naar Zeist. Uiteindelijk werden van de NCS de baan en bovenbouw overgenomen, waarna de concessie van de NCS per 1 april 1907 werd ingetrokken. De NCS en haar rechtsopvolgers op deze lijn, vanaf 1919 de OSM en vanaf 1927 de NBM, hebben wel steeds gebruikgemaakt van de gemeentelijke sporen tussen het Centraal Station en de Biltstraat.
In de gemeenteraad werd verder overlegd over een afkoopsom aan de UTM. Op 15 september 1907 reed de laatste paardentram op kaapspoor in de stad.
In 1907 kwamen ook lijn 2, lijn 3 en een voorlopige lijn 4 in gebruik, echter met tijdelijke routes omdat nog niet alle trajecten gereed waren (de bruggen konden de zware trams nog niet aan). Zo reed lijn 4 niet tussen het station en het Vredenburg, aangezien de Catharijnebrug nog niet sterk genoeg was voor het dragen van elektrische trams. Van 23 maart 1908 tot 19 augustus 1909 werden de paardentramrijtuigen van de tramlijn Utrecht – Zeist aan de motorwagens van lijn 4 gekoppeld voor 10 cent per rit plus een evenredige bijdrage aan het onderhoud. In 1908 werden de definitieve lijnen 2 en 3 ingesteld, waarbij lijnnummer 4 weer verdween. Lijn 2 werd een ringlijn en verbond het Centraal Station met Oudwijk. Een bijzonderheid was dat de trams van lijn 2 onder de Domtoren door reden. Lijn 3 verzorgde de verbinding met de Amsterdamsestraatweg, later verlengd naar Zuilen en naar de Adriaan van Ostadelaan. Een nieuwe lijn 4 verbond vanaf 15 november 1919 de Billitonkade met de binnenstad, terwijl lijn 5 vanaf 1922 de verbinding van de Croeselaan naar de binnenstad verzorgde. De laatste uitbreiding van het net vond plaats in 1936, toen de verbinding met het Stadion Galgenwaard tot stand kwam. Deze werd alleen voor en na wedstrijden van de voetbalclubs DOS en Hercules bereden.

### Trolleybedrijf
In tegenstelling tot andere Nederlandse elektrische trambedrijven heeft de Gemeentetram Utrecht altijd gereden met trolleystangen als stroomafnemers. Het pas in 1904 geopende Van 't Hoff-laboratorium van de Rijksuniversiteit Utrecht vreesde storing van de gevoelige instrumenten aan het Sterrenbos. Ofschoon de gevolgen niet bekend waren werd veiligheidshalve besloten tot een trolleybedrijf. Nadat de eerste serie motorwagens werd afgeleverd, bleek een eventueel beugelbedrijf geen bezwaren op te leveren voor het laboratorium. Op dat moment waren er echter behoorlijke kosten verbonden aan het ombouwen tot een beugelbedrijf. Omdat trolleystangen een speciale bovenleidingconstructie vereisen, moesten die ook worden toegepast door de trams van de lijn naar Zeist die door Utrecht reden. Na 1945 gingen die over op de schaarbeugel.

### Eenmansbediening

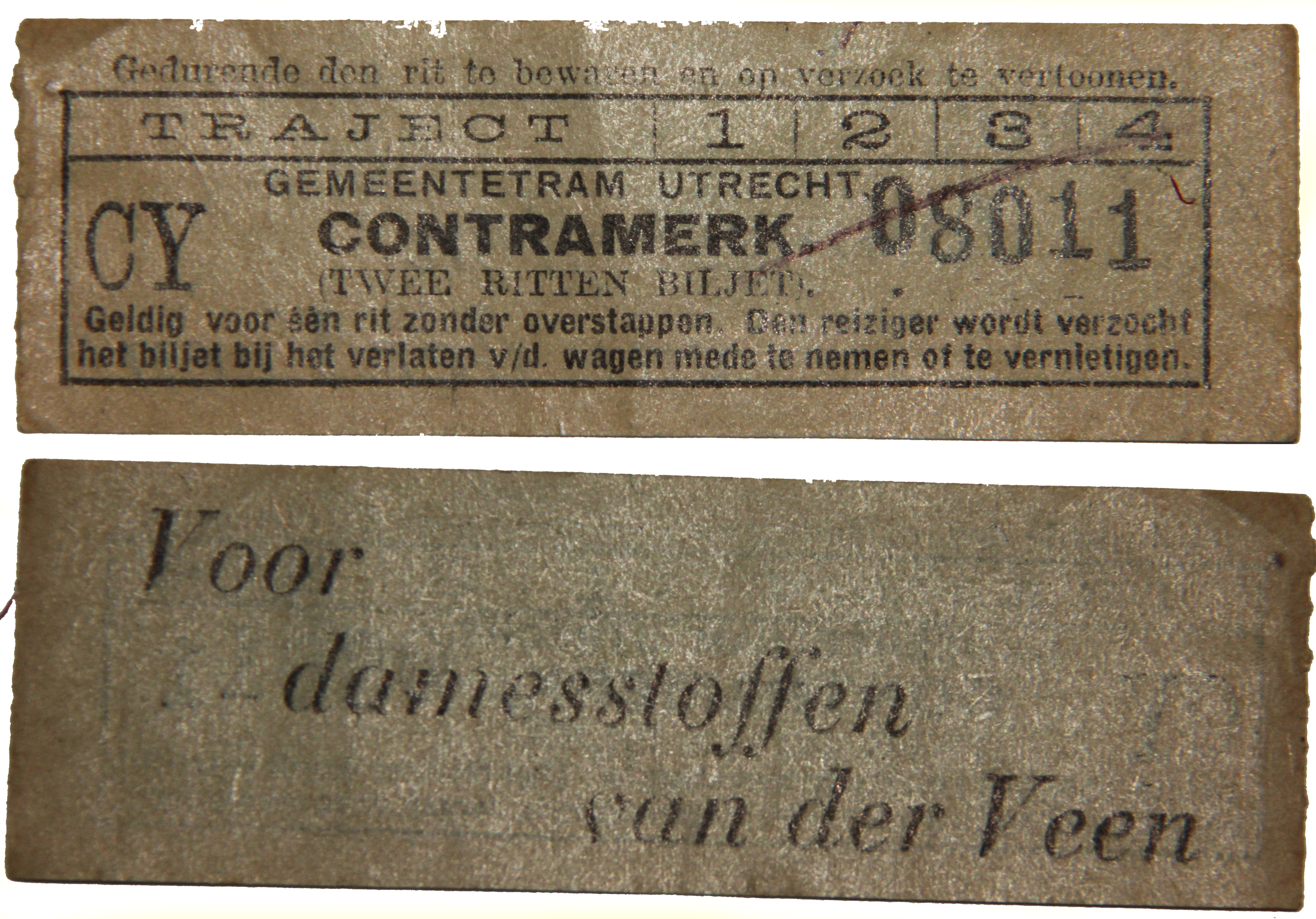
Een tweerittenkaart van de gemeentetram, mogelijk uit 1934.

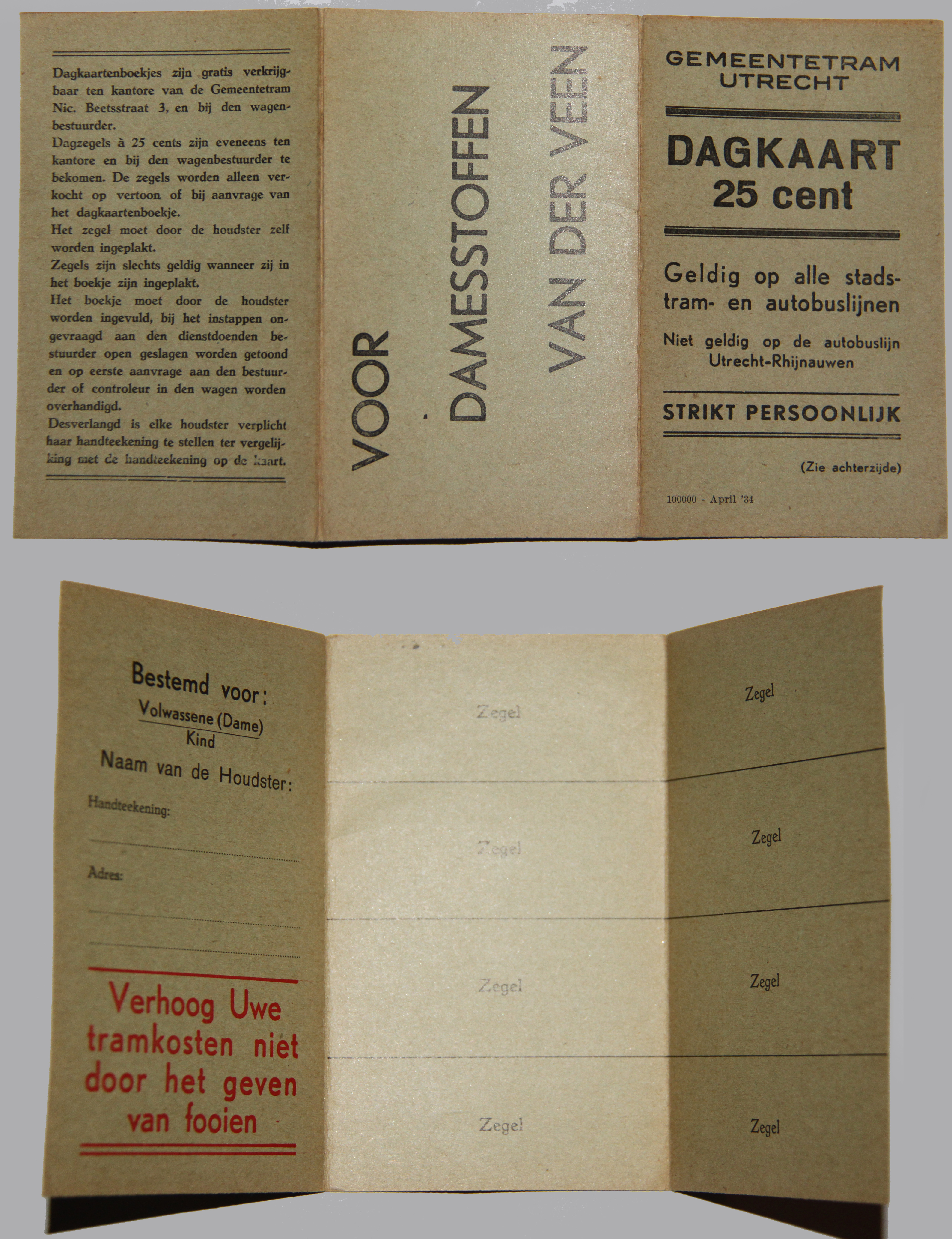
Dagkaartenboekje van de gemeentetram uitgave 1934. Uit de tekst is de afwezigheid van de tramconducteur te herleiden.

Vanaf 1923 werden de tramlijnen 1 (25 juli) en 5 (22 januari) voortaan uitgevoerd zonder conducteur om zo te besparen op de personeelskosten. De oudste trams uit de serie 1 - 20 werden hiertoe verbouwd met balkondeuren. Daarnaast werden de ruiten schuin geplaatst om reflectie van verlichting tegen te gaan. Door deze maatregel nam het aantal personeelsleden binnen het trambedrijf af met 20%. Op 30 mei 1924 volgde lijn 4, gevolgd door de lijnen 2 en 3 op 27 april 1934.

### Einde
De afbraak van het trambedrijf was toen al begonnen: de autobus werd als moderne vervanger van het verouderde trambedrijf gezien. Op 27 april 1924 behandelde de gemeenteraad van Utrecht een voorstel tot het invoeren van de eerste buslijn. Op 15 augustus 1925 ging deze eerste gemeentelijke buslijn als lijn A rijden richting Tuinwijk en de Rode brug. De exploitatie van de tram was voor de gemeente Utrecht verliesgevend, met uitzondering van de jaren 1921, 1922 en 1928. Op 1 september 1933 werd het college door de gemeenteraad opgedragen om te onderzoeken of het trambedrijf door een particulier bedrijf uitgevoerd kon worden en daarnaast onderzoek te doen naar bezuinigingsmaatregelen.
Hierdoor bleven uitbreidingen naar nieuwe wijken uit en werd de vernieuwing van de infrastructuur uitgesteld, waardoor de conditie van de baan langzaamaan verslechterde. Ook het trammaterieel was voor een deel sterk verouderd. De jongste tramrijtuigen 67 - 78 uit 1927 leverden veel klachten op bij bewoners over piepen in bogen. De spoorwegwerken van 1936, met onder meer een vernieuwing van de Leidseveertunnel, brachten hoge kosten met zich mee vanwege het omleggen van de sporen. Mede hierdoor werden argumenten gevormd voor het overgaan op busexploitatie. Tevens wilde de gemeente Utrecht diverse straten asfalteren om tegemoet te komen aan de eisen voor het moderne verkeer. Het terugleggen van tramsporen in het asfalt bracht hoge kosten met zich mee.
Als eerste werd op 17 december 1936 lijn 4 in een buslijn omgezet om de spoorwegwerken niet tegen te werken. In 1937 volgde lijn 1, toen de reconstructie van de Bleekstraat en het aanleggen van vluchtheuvels wegens nieuwe voorschriften te duur werden geacht. De drie drukste lijnen volgden in 1938, eerst lijn 5. Op 5 mei 1938 besloot de gemeenteraad met twee stemmen tegen tot opheffing van de laatste twee lijnen 2 en 3. De huidige buslijn 3 reed tot december 2013 nog vrijwel dezelfde route als de oude tramlijn 3. Omdat er nog niet genoeg bussen beschikbaar waren, bleven er nog een paar maanden trams rijden voor supportersvervoer naar het stadion op zondagen over de oude routes van tramlijn 2 en 3. De laatste tram reed op 15 januari 1939. Volgens sommige indirecte bronnen kreeg de directeur van de Utrechtse gemeentewerken een auto cadeau van de busbouwer Den Oudsten & Domburg voor zijn lobbywerk voor de bus, maar hiervan zijn geen geschreven directe bronnen beschikbaar.

### Na de opheffing

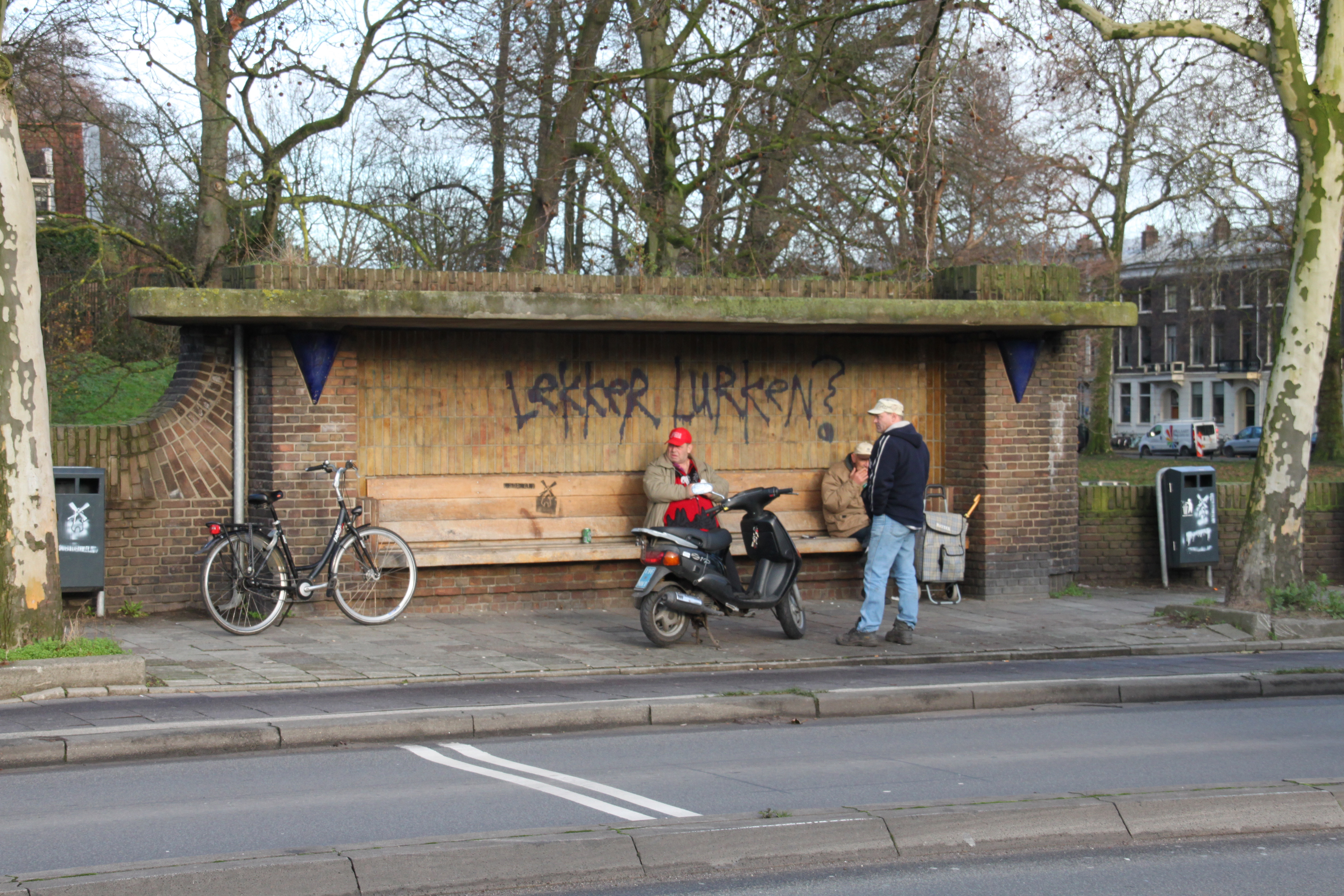
Een abri op een voormalige tramhalte op het Ledig Erf herinnert aan de Gemeentetram Utrecht.

Het trammaterieel werd gesloopt, met uitzondering van een of enkele verkocht als noodwoning en van de jongste twaalf, in 1927 aangeschafte Werkspoor-motorwagens 67 - 78. Zij werden door de GEBRU voor de relatief lage prijs van duizend gulden per stuk aan het trambedrijf van Amsterdam verkocht, waar zij van 1939 tot 1961 dienstdeden met de bijnaam Utrechtenaren. Motorwagen 301 (ex-1, ex-GTU 75) bleef als museumtram bewaard, kwam in 1978 na restauratie in dienst bij de Electrische Museumtramlijn Amsterdam en is thans eigendom van de Tramweg-Stichting met een A-status in het Nationaal Register Railmonumenten. Deze tram heeft de uitmonstering van de Amsterdamse tram en niet die van de Utrechtse.
Op 21 oktober 1940 waren op de Amsterdamsestraatweg de laatste rails van de gemeentetram opgebroken of onder asfalt verdwenen. Enkele relicten, waaronder een wachthokje op het Ledig Erf herinneren nog aan het trambedrijf.
Toch reden er in de jaren 1946-1949 weer stadstrams door Utrecht. Wegens een tekort aan bruikbare GEBRU-autobussen exploiteerde de NBM voor rekening van de gemeente een dienst op het stadsgedeelte van de Zeister tramlijn tussen het Centraal Station en de Biltstraat bij de F.C. Dondersstraat.

## Naamgeving
Het gemeentebedrijf dat de tram exploiteerde staat bekend als Gemeentetram Utrecht (GTU), maar was onderdeel van een openbaar nutsbedrijf met achtereenvolgens de officiële namen:
- 1906: Gemeentelijk Trambedrijf van Utrecht (GTU)
- 1908: Gemeentelijk Electriciteits- en Trambedrijf Utrecht (GETU)
- 1931: Gemeentelijk Gas-, Electriciteits-, Tram- en Radiobedrijf Utrecht (GETRU)
- 1938: Gemeentelijk Gas-, Electriciteits-, Autobus- en Radiobedrijf Utrecht (GEBRU)

Na het verdwijnen van de tram zette het GEBRU de exploitatie van het stadsbusnet voort. Het gemeentebedrijf kreeg nog tweemaal een nieuwe naam:
- 1954: Gemeentelijk Energie- en Vervoerbedrijf Utrecht (GEVU)
- 1977: Gemeentelijk Vervoerbedrijf Utrecht (GVU)

Per 1 januari 2004 werd het bedrijf verzelfstandigd tot een naamloze vennootschap onder de naam GVU NV. Toen op 1 januari 2007 de gemeente de aandelen overdroeg aan Connexxion kwam na ruim een eeuw een einde aan wat als gemeentelijk bedrijf begonnen was.

## Lijnennet
Het lijnennet van de gemeentetram is geleidelijk gegroeid. Bij de ingebruikname van het trambedrijf in 1906 reed alleen lijn 1. Een jaar later werd deze lijn aangevuld door de tijdelijke lijnen 2, 3 en 4. Later kwamen hier de definitieve lijnen 2, 3, 4 en 5 bij. Daarnaast waren er nog enkele speciale lijnen.
| Lijn        | Langste route                                                                                              | Opheffing |
| ----------- | --- | --------- |
| Lijn 1      | Ringlijn in 2 richtingen: Stationsplein – Ledig Erf – Maliesingel – Weerdsingel – Herenweg – Stationsplein | 1937      |
| Lijn 2      | Stationsplein – Mariaplaats – Domplein – Oudwijk                                                           | 1938      |
| Lijn 3 (1e) | Stationsplein – Herenweg – Weerdsingel – Oudwijk                                                           | 1908      |
| Lijn 3 (2e) | Amsterdamsestraatweg – Stationsplein – Janskerkhof – Nachtegaalstraat – Van Ostadelaan                     | 1938      |
| Lijn 4 (1e) | Stationsplein – Potterstraat – Voorstraat – Biltstraat                                                     | 1908      |
| Lijn 4 (2e) | Billitonkade – Kanaalstraat – Leidseweg – Potterstraat – Domplein – Lange Nieuwstraat – Ledig Erf          | 1936      |
| Lijn 5      | Maasplein – Croeselaan – Leidseweg – Voorstraat – Biltstraat – Bleyenburgstraat                            | 1937      |
| Lijn J      | Diverse Jaarbeurslijnen                                                                                    |           |

## Afbeeldingen

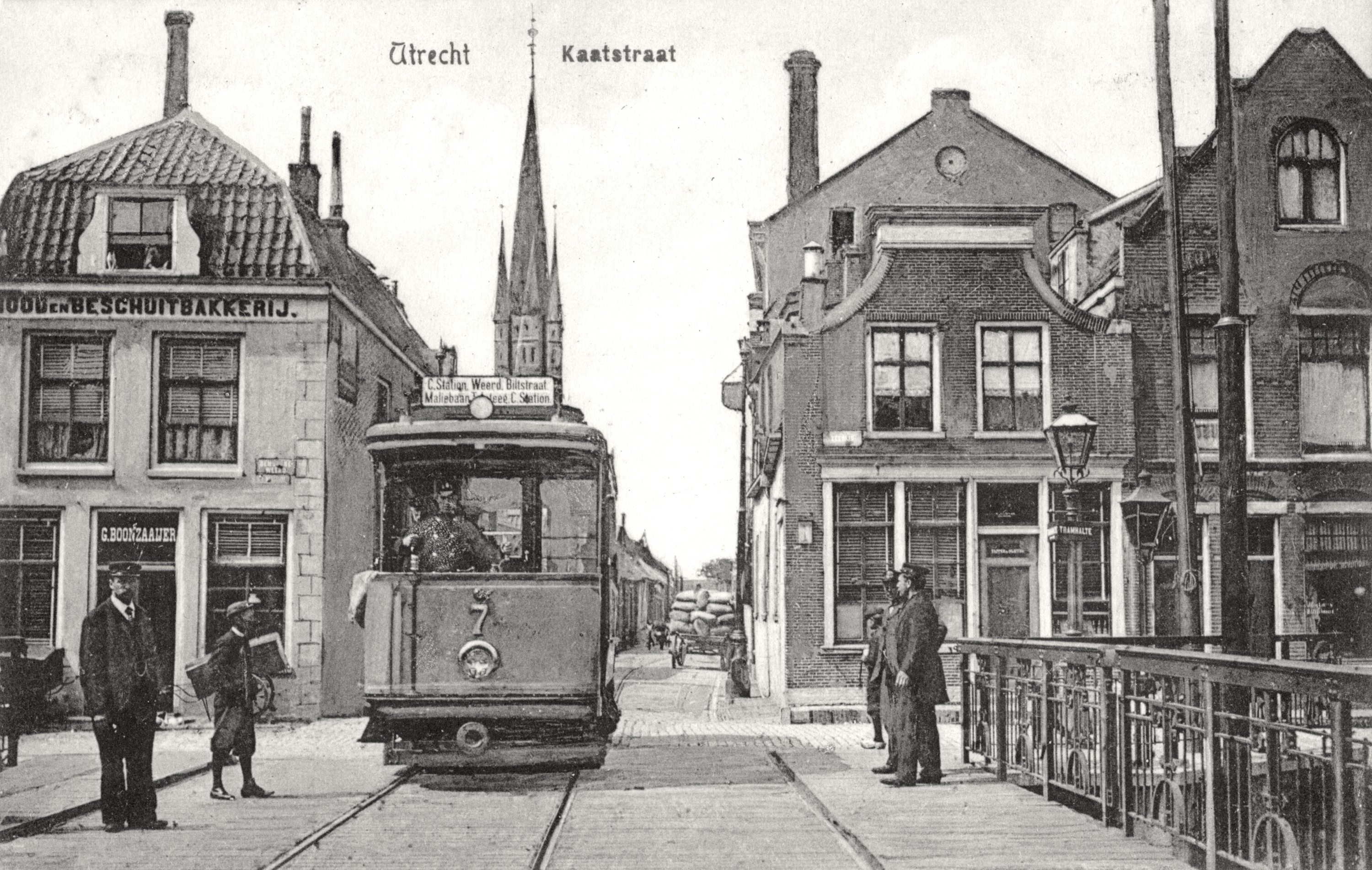
Motorwagen 7 op lijn 1 van de Gemeentetram Utrecht (GTU) in de Kaatstraat te Utrecht; circa 1905-1907. Collectie van het Utrechts Archief.
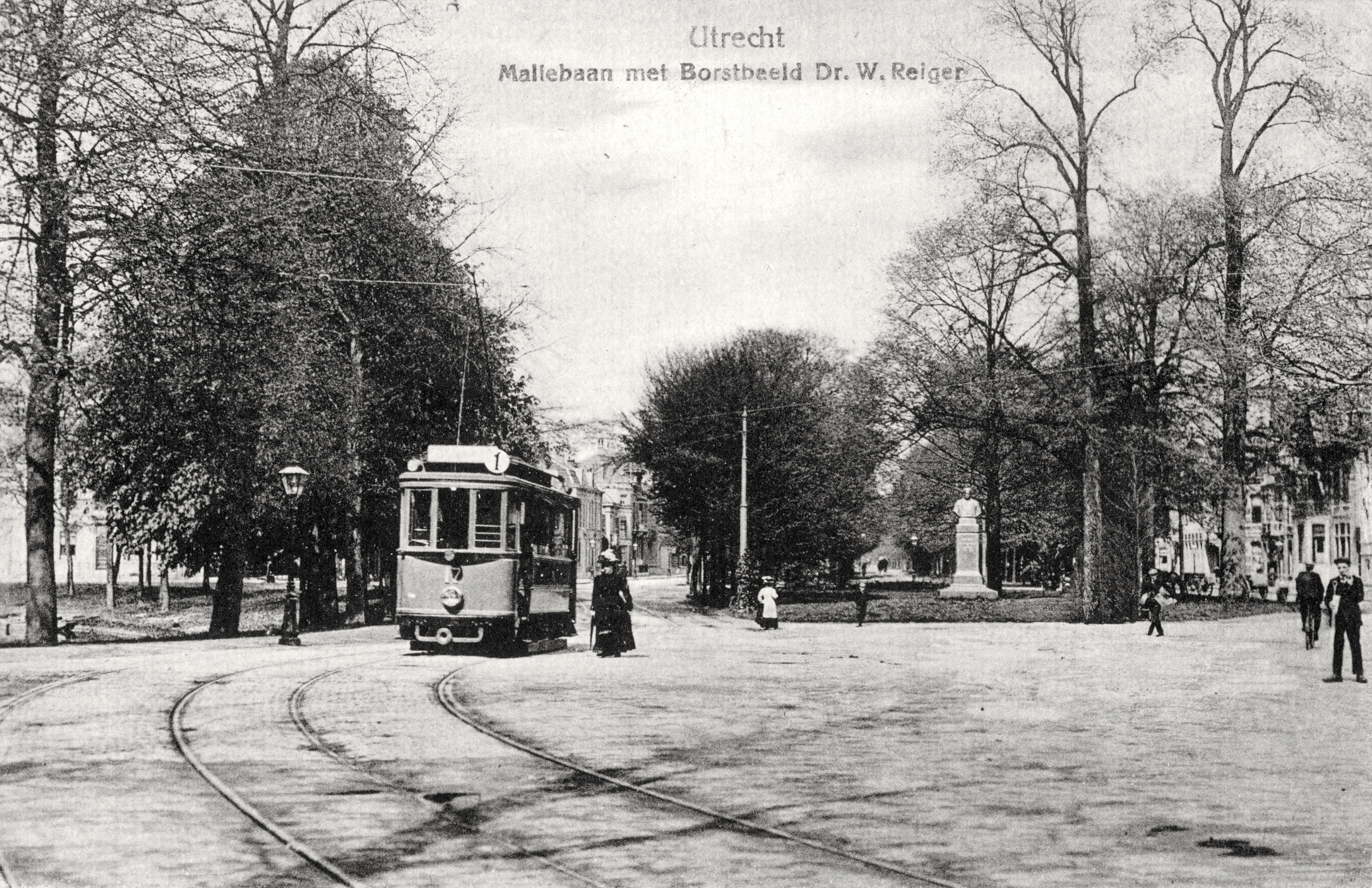
Motorwagen 17 op lijn 1 van de Gemeentetram Utrecht (GTU) op de Maliebaan te Utrecht; circa 1907-1910. Collectie van het Utrechts Archief.
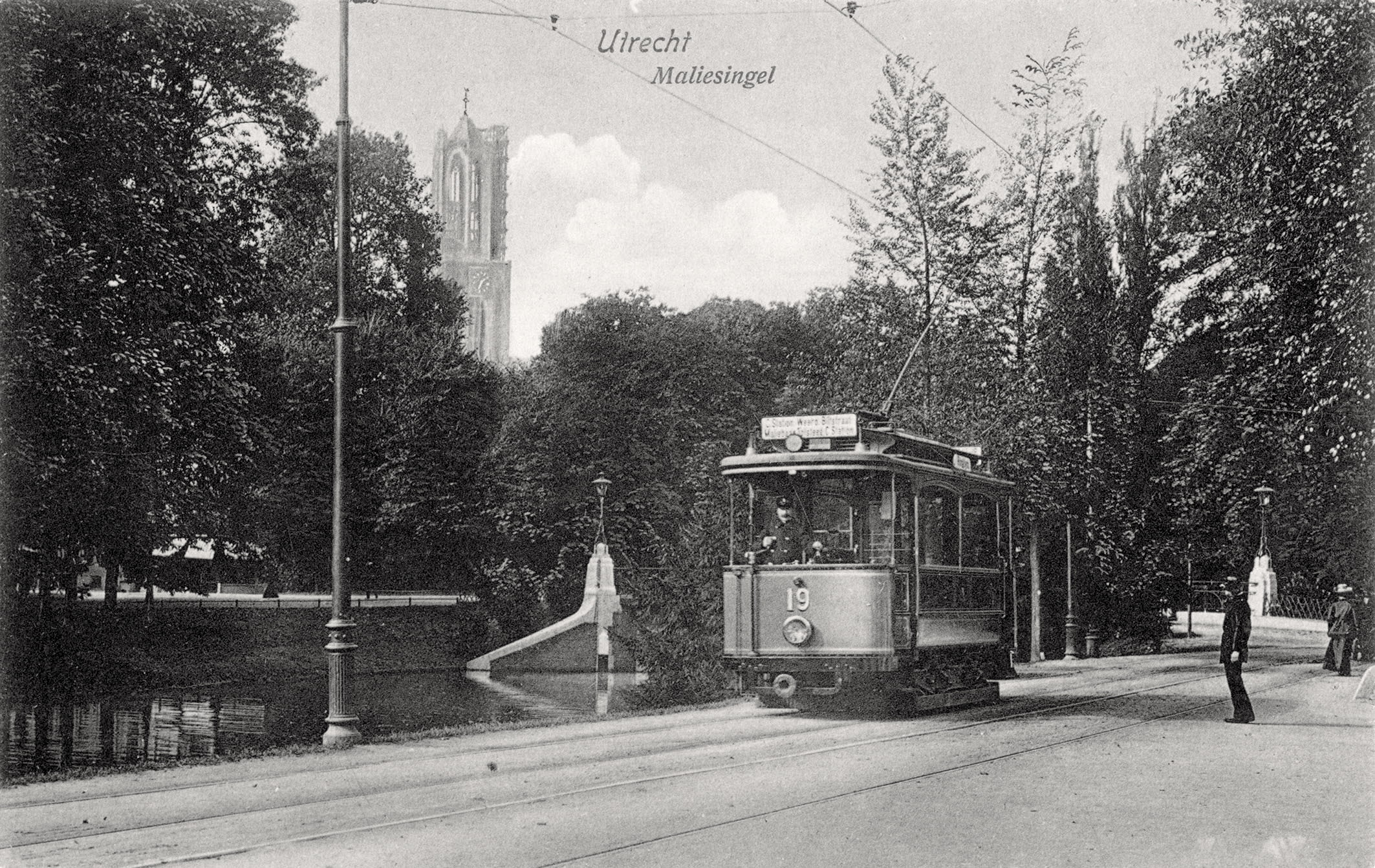
Motorwagen 19 op lijn 1 van de Gemeentetram Utrecht (GTU) op de Maliesingel te Utrecht; circa 1905-1907. Collectie van het Utrechts Archief.
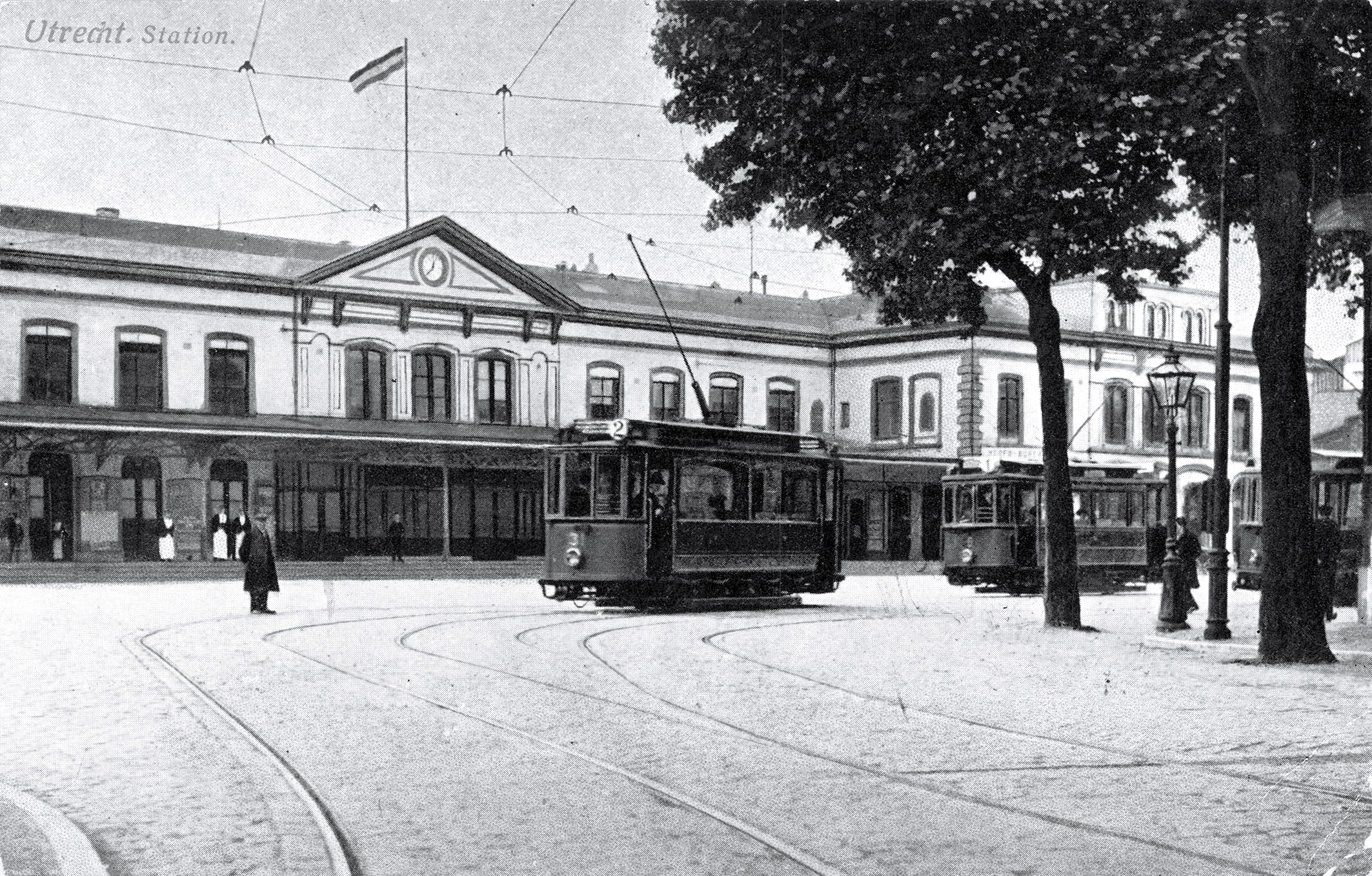
Motorwagen 31 op lijn 2 van de Gemeentetram Utrecht (GTU) op het Stationsplein te Utrecht met de voorgevel van het Centraal Station; circa 1910. Collectie van het Utrechts Archief.
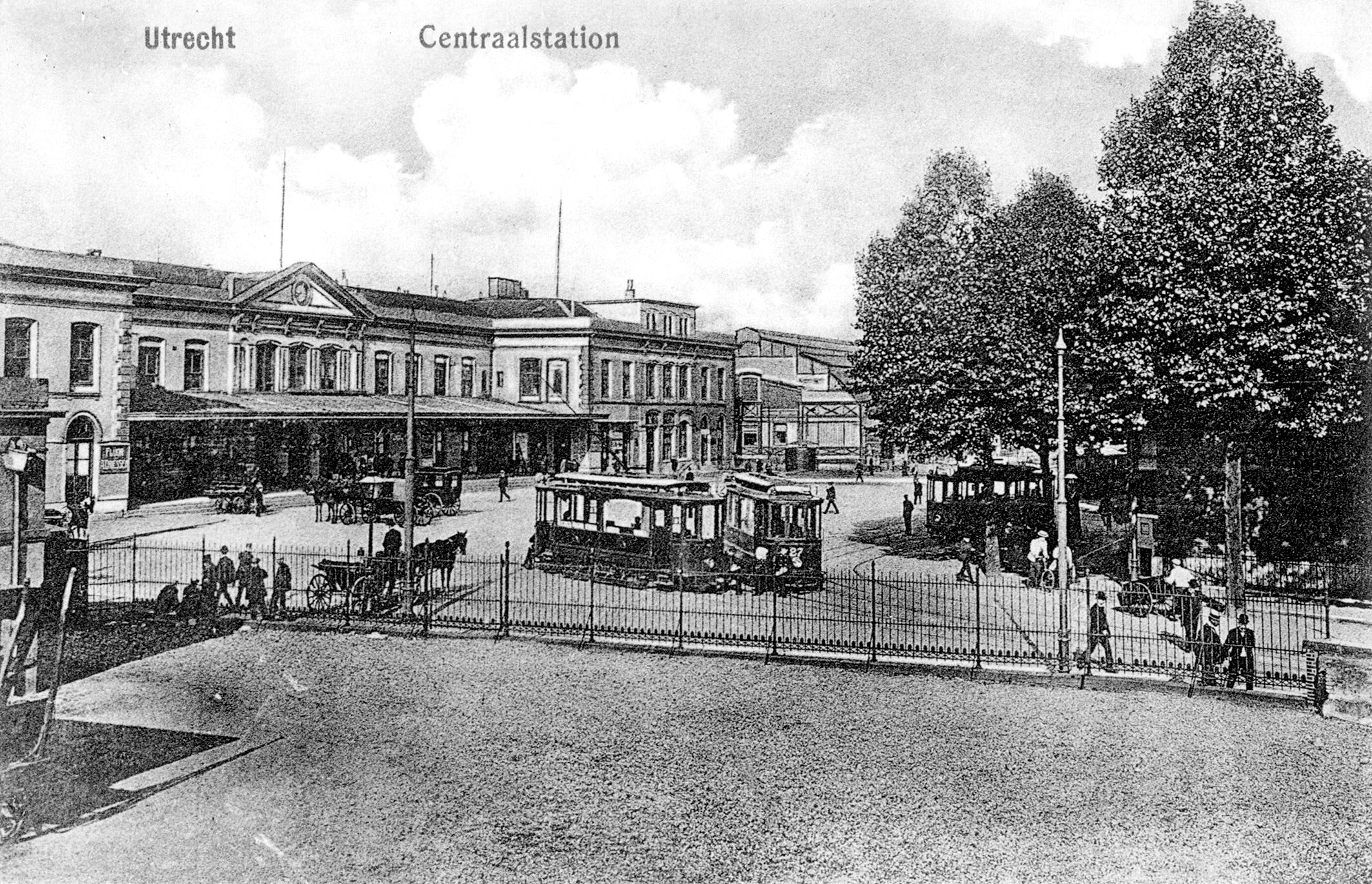
Motorwagen 27 op lijn 1 van de Gemeentetram Utrecht (GTU) op het Stationsplein te Utrecht met de voorgevel van het Centraal Station; circa 1910. Collectie van het Utrechts Archief.
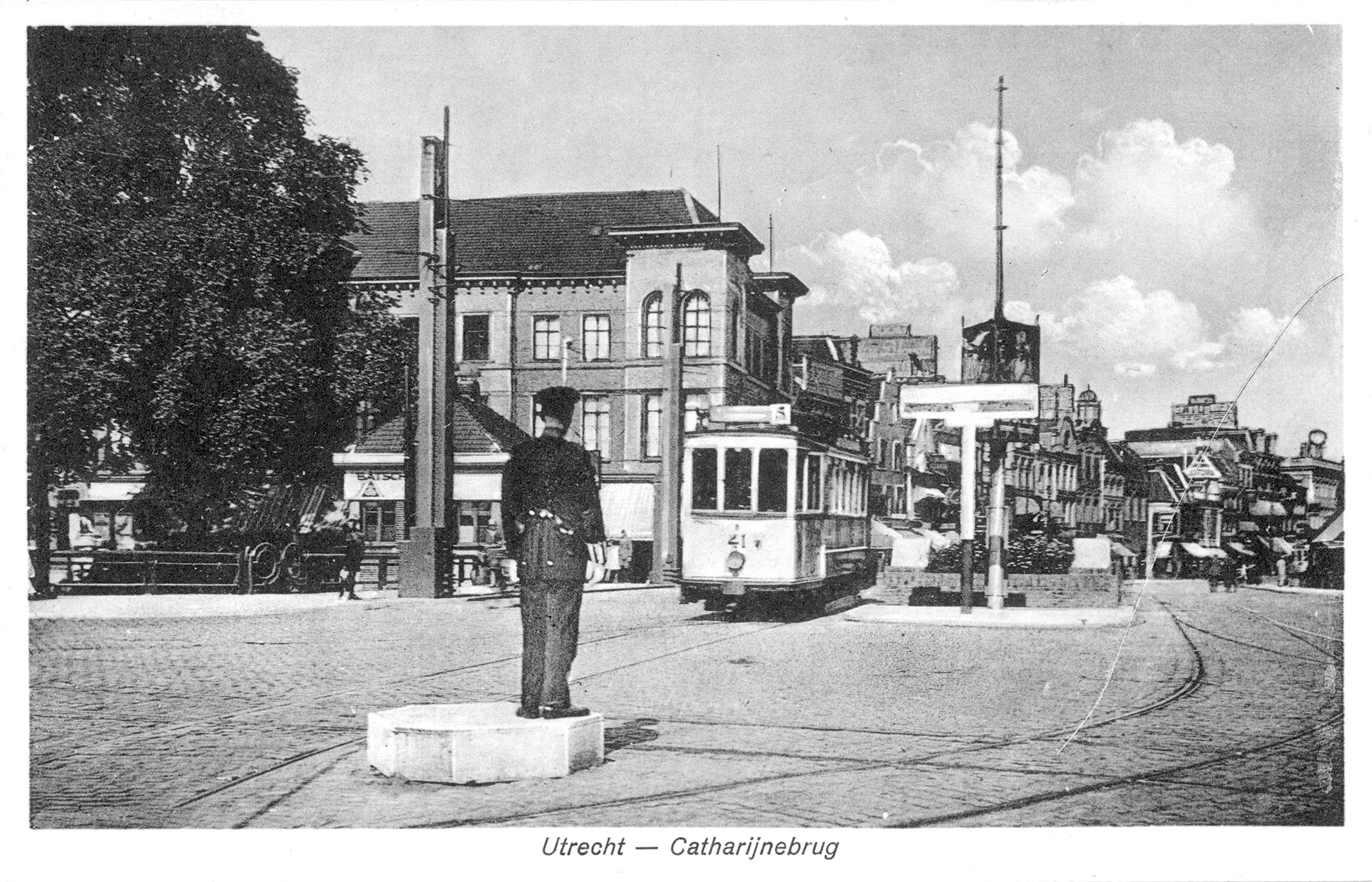
Motorwagen 41 op lijn 5 van de Gemeentetram Utrecht (GTU) op de Catharijnebrug te Utrecht; circa 1920-1930. Collectie van het Utrechts Archief.
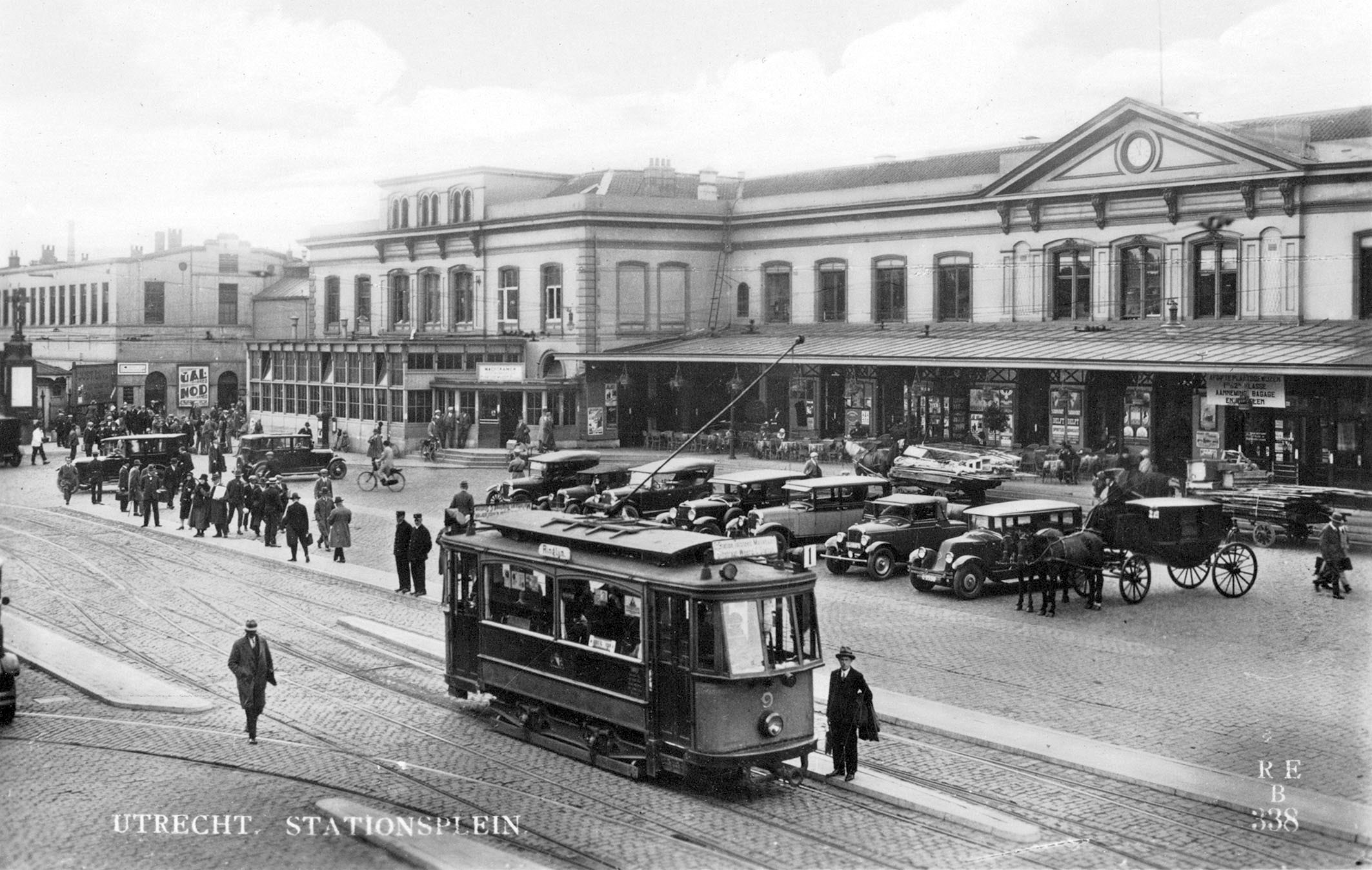
Motorwagen 9 op lijn 1 van de Gemeentetram Utrecht (GTU) op het Stationsplein te Utrecht met de voorgevel van het Centraal Station; circa 1925. Collectie van het Utrechts Archief.
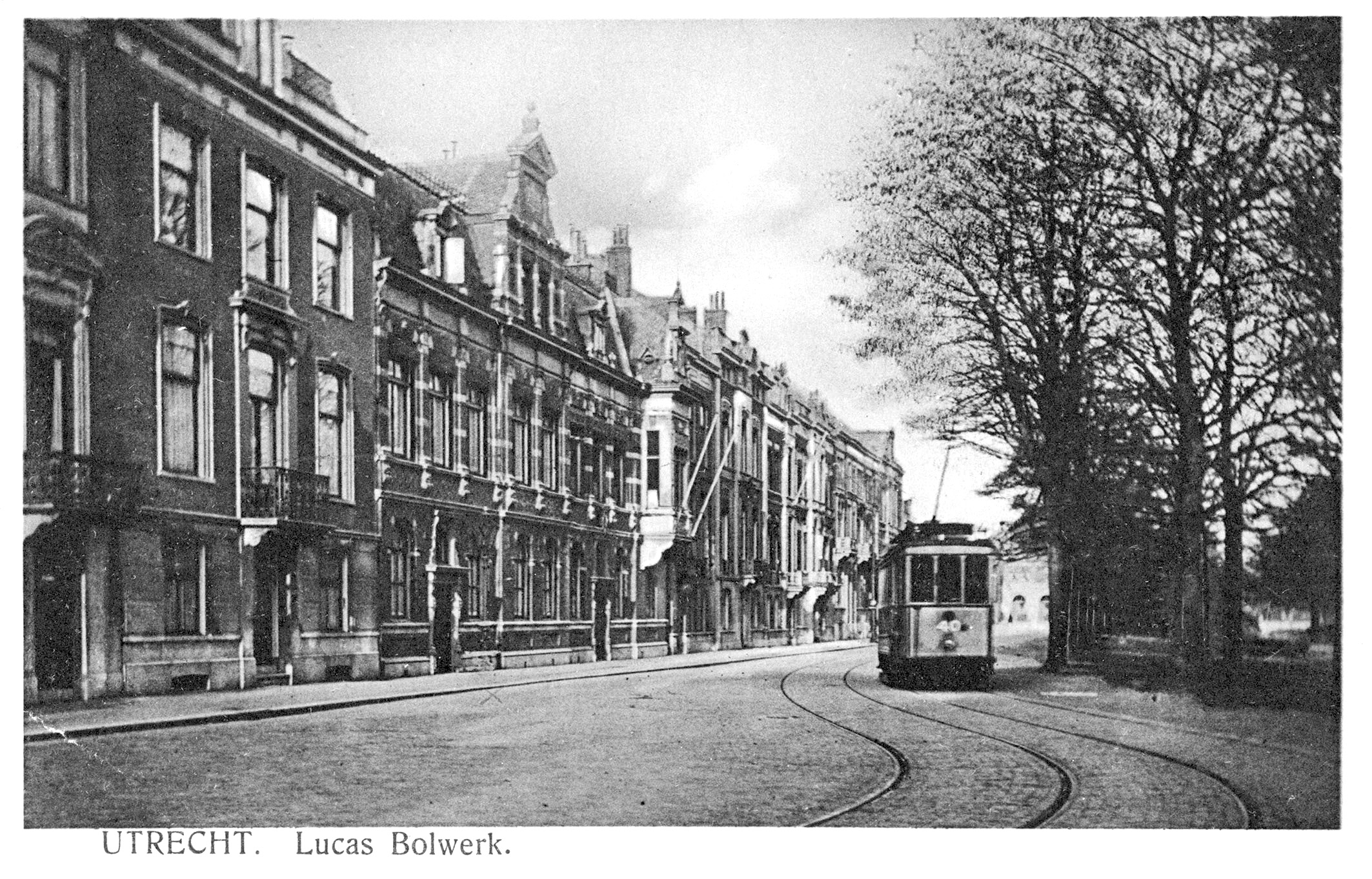
Motorwagen 40 op lijn 4 van de Gemeentetram Utrecht (GTU) op het Lucasbolwerk te Utrecht; circa 1927. Collectie van het Utrechts Archief.
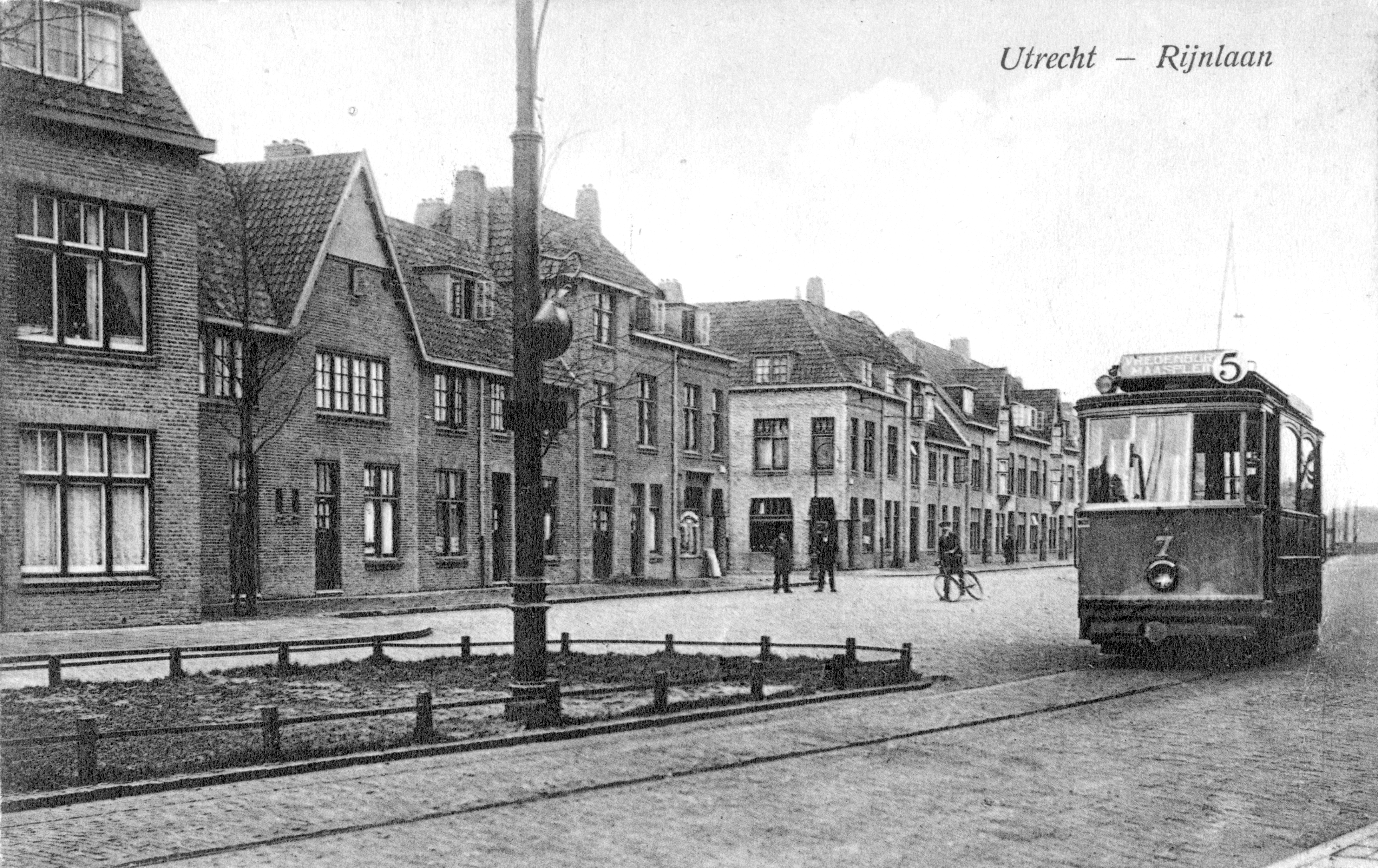
Motorwagen 7 op lijn 5 van de Gemeentetram Utrecht (GTU) op het zuidelijke gedeelte van de Rijnlaan te Utrecht; circa 1927. Collectie van het Utrechts Archief.
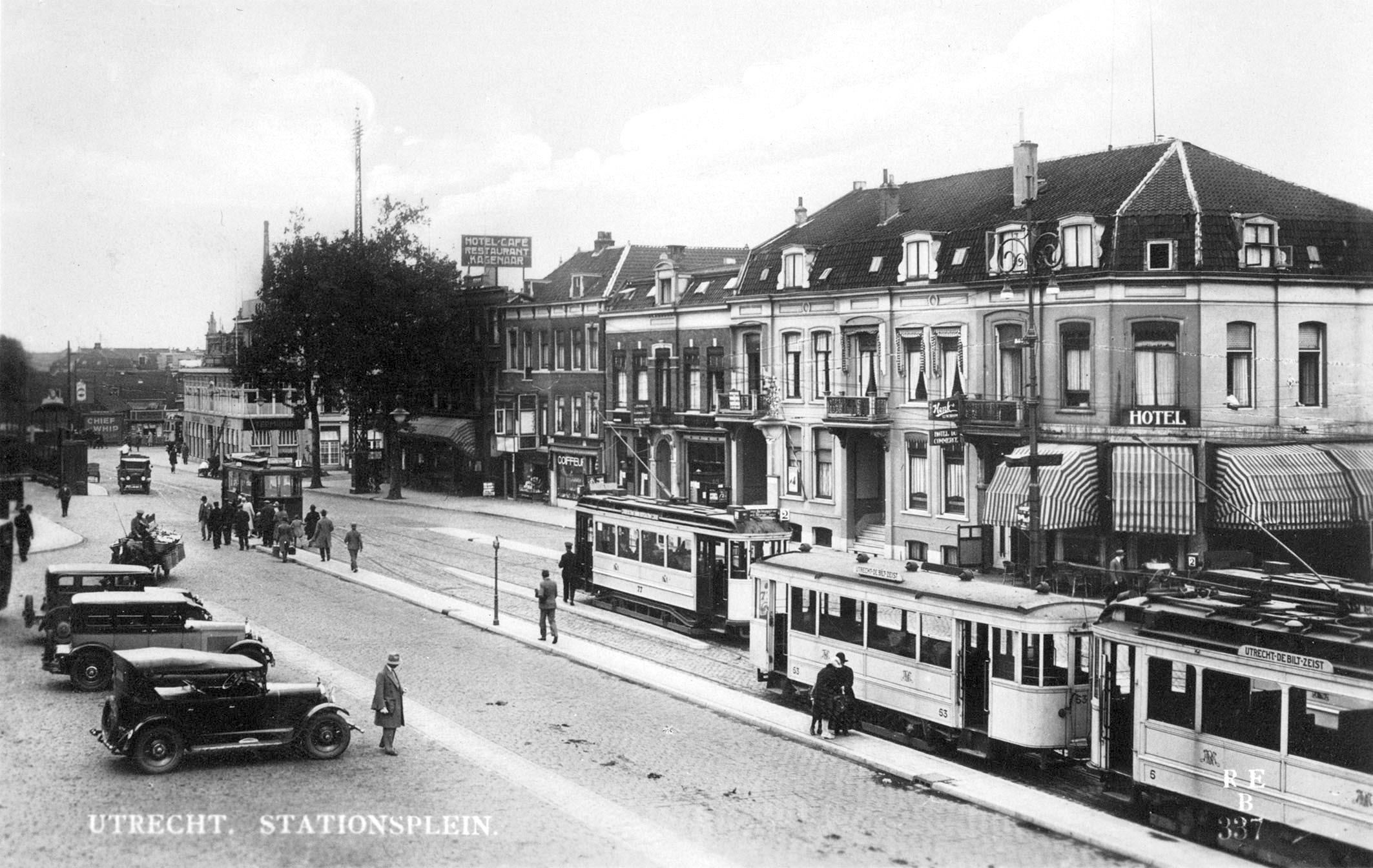
Motorwagen 77 op lijn 2 van de Gemeentetram Utrecht (GTU) en een tramstel van de NBM (motorwagen 5 en bijwagen 53) op het Stationsplein te Utrecht met rechts het Hotel Du Commerce (Stationsplein 12); circa 1927. Collectie van het Utrechts Archief.
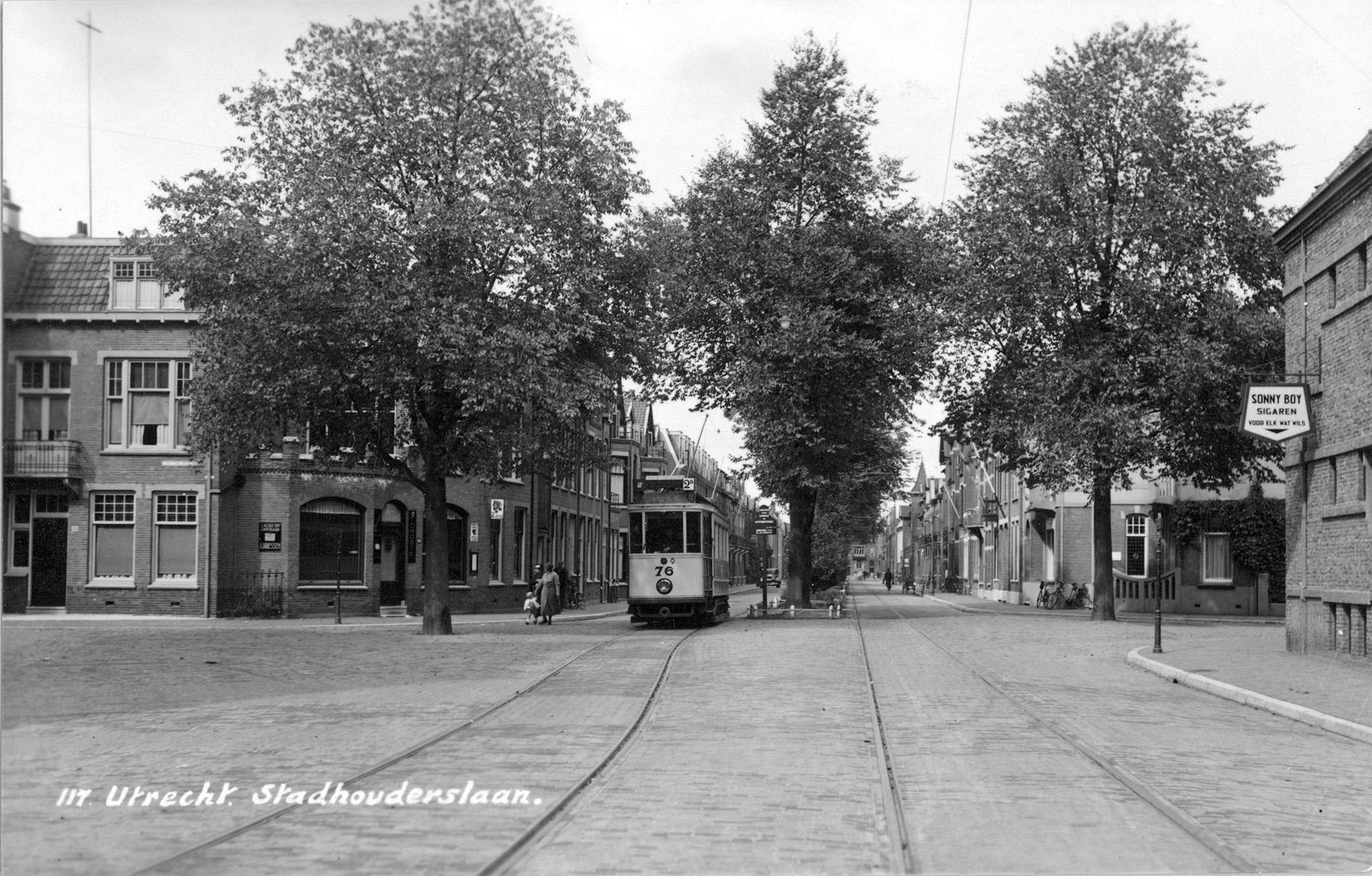
Motorwagen 76 op lijn 2 van de Gemeentetram Utrecht (GTU) op de Stadhouderslaan te Utrecht met (links) de huizen nrs. 99-lager; (rechts) de huizen nrs. 112-lager; geheel links de voorgevel van het huis Willem de Zwijgerstraat 26; circa 1928. Collectie van het Utrechts Archief.
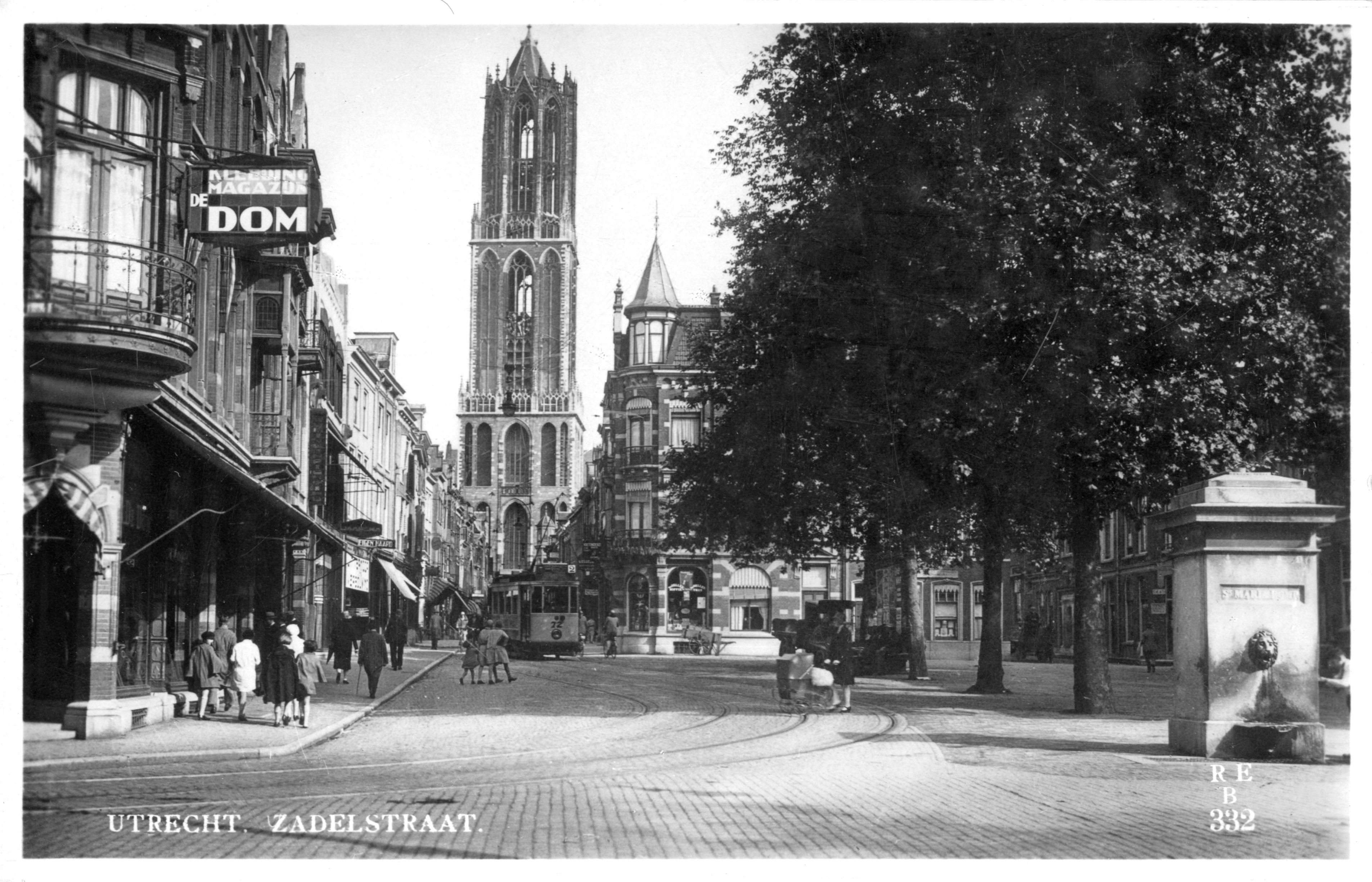
Motorwagen 72 op lijn 2 van de Gemeentetram Utrecht (GTU) op de Mariaplaats te Utrecht met op de achtergrond de Zadelstraat en de Domtoren; circa 1930. Collectie van het Utrechts Archief.
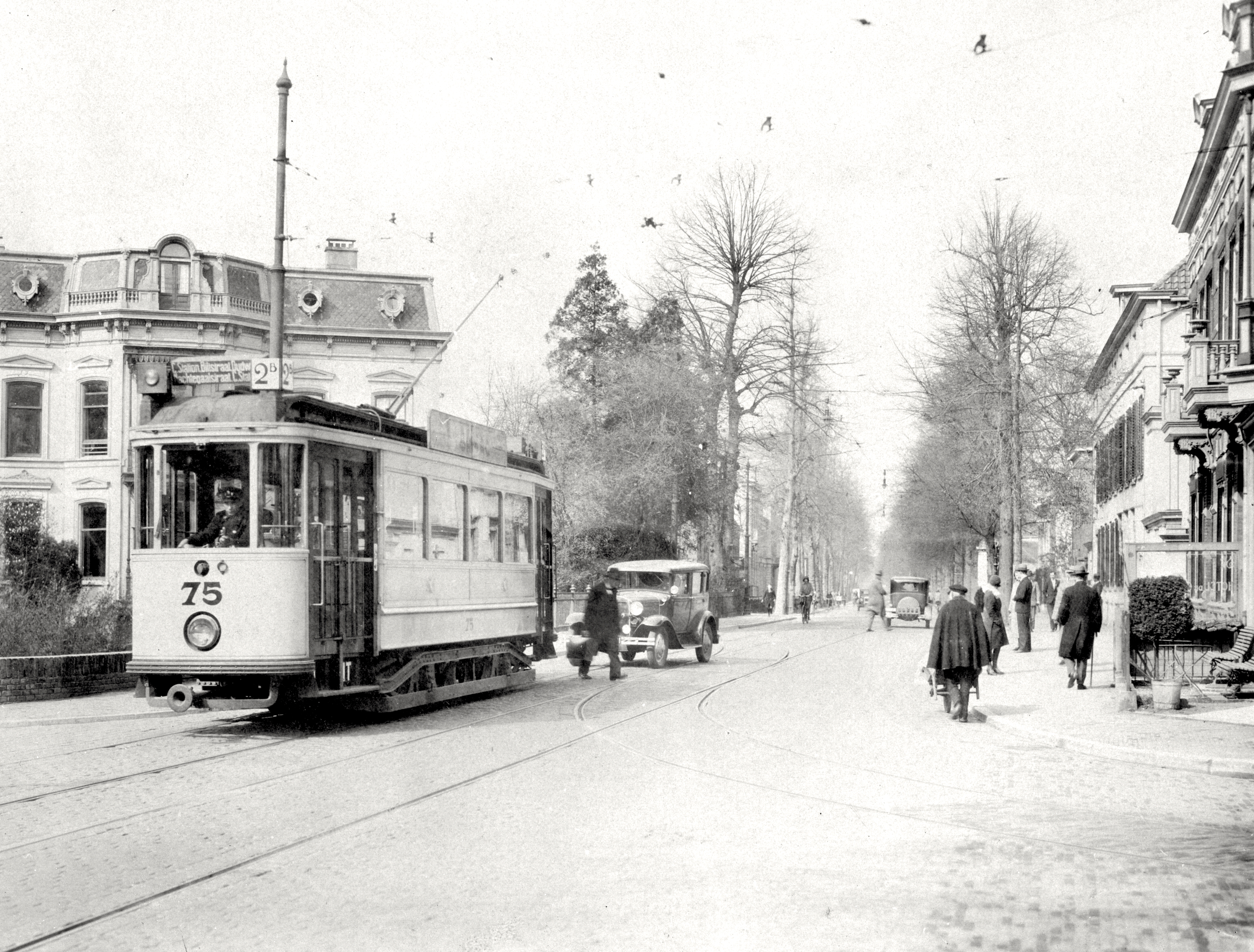
Motorwagen 75 op lijn 2 van de Gemeentetram Utrecht (GTU) in de Biltstraat te Utrecht; circa 1930. Collectie van het Utrechts Archief.
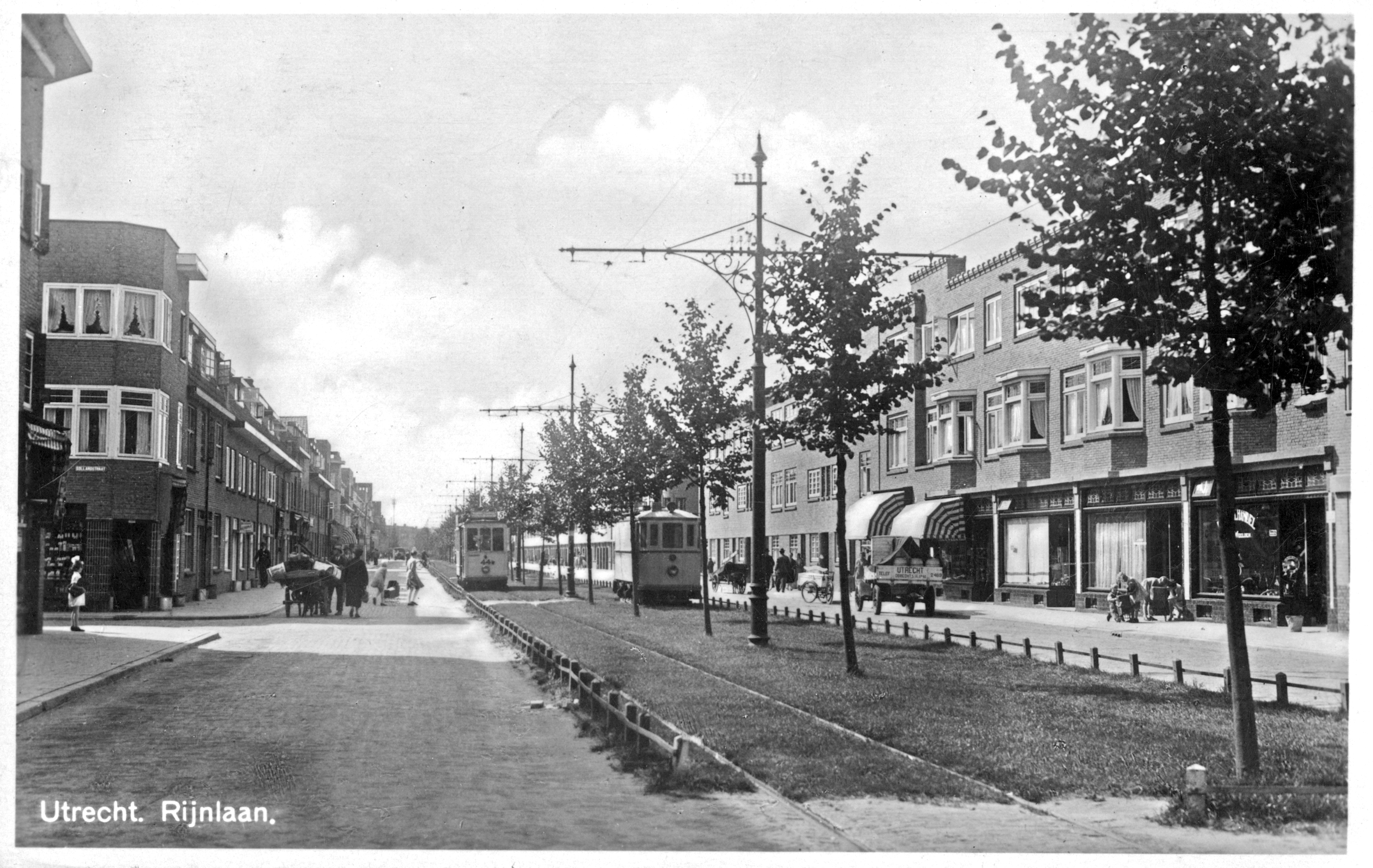
Motorwagen 44 op lijn 5 en de railreiniger van de Gemeentetram Utrecht (GTU) op de Rijnlaan te Utrecht; circa 1930. Collectie van het Utrechts Archief.
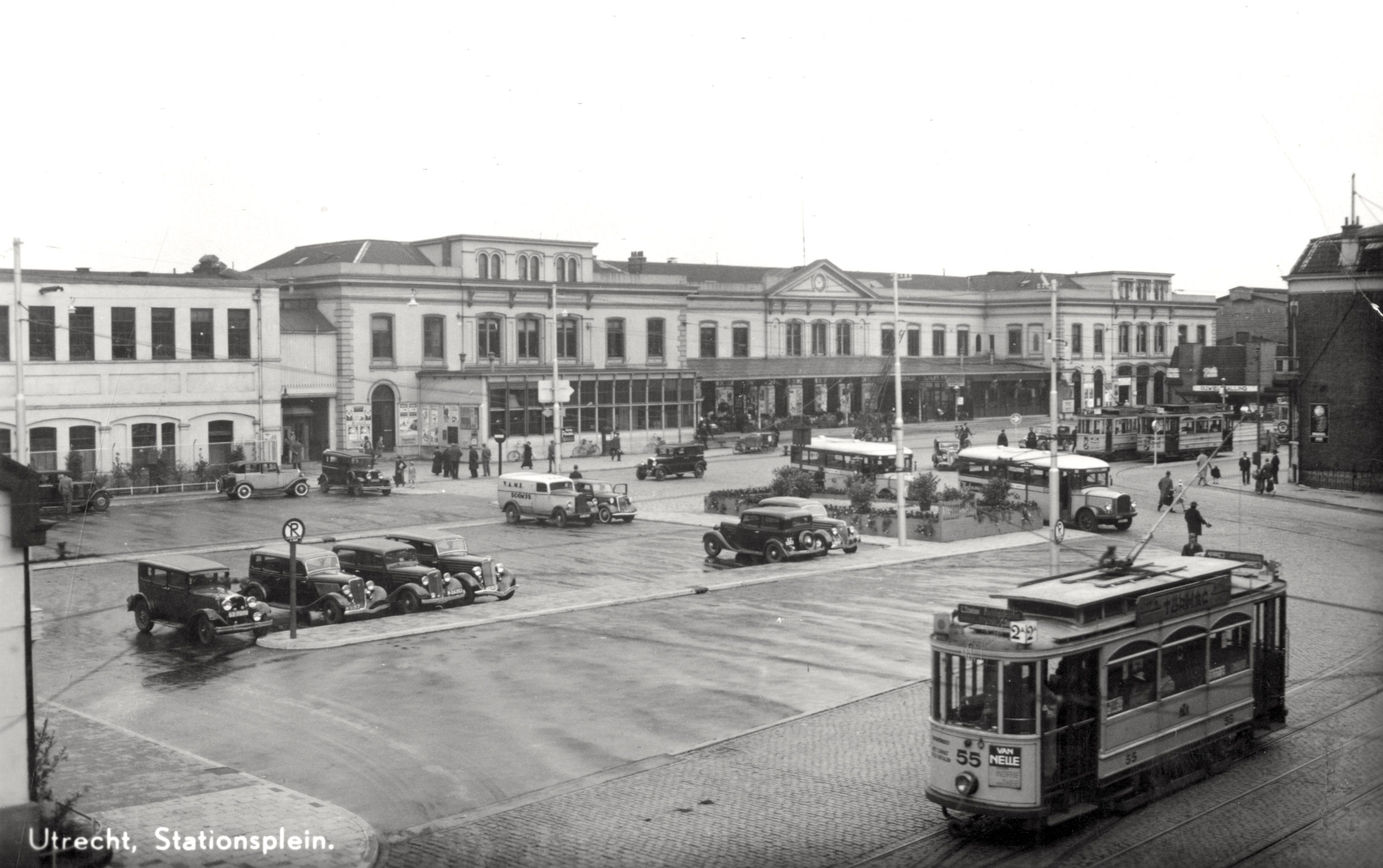
Motorwagen 55 op lijn 2 van de Gemeentetram Utrecht (GTU) op het Stationsplein te Utrecht, met op de achtergrond het Centraal Station; circa 1930-1938. Collectie van het Utrechts Archief.
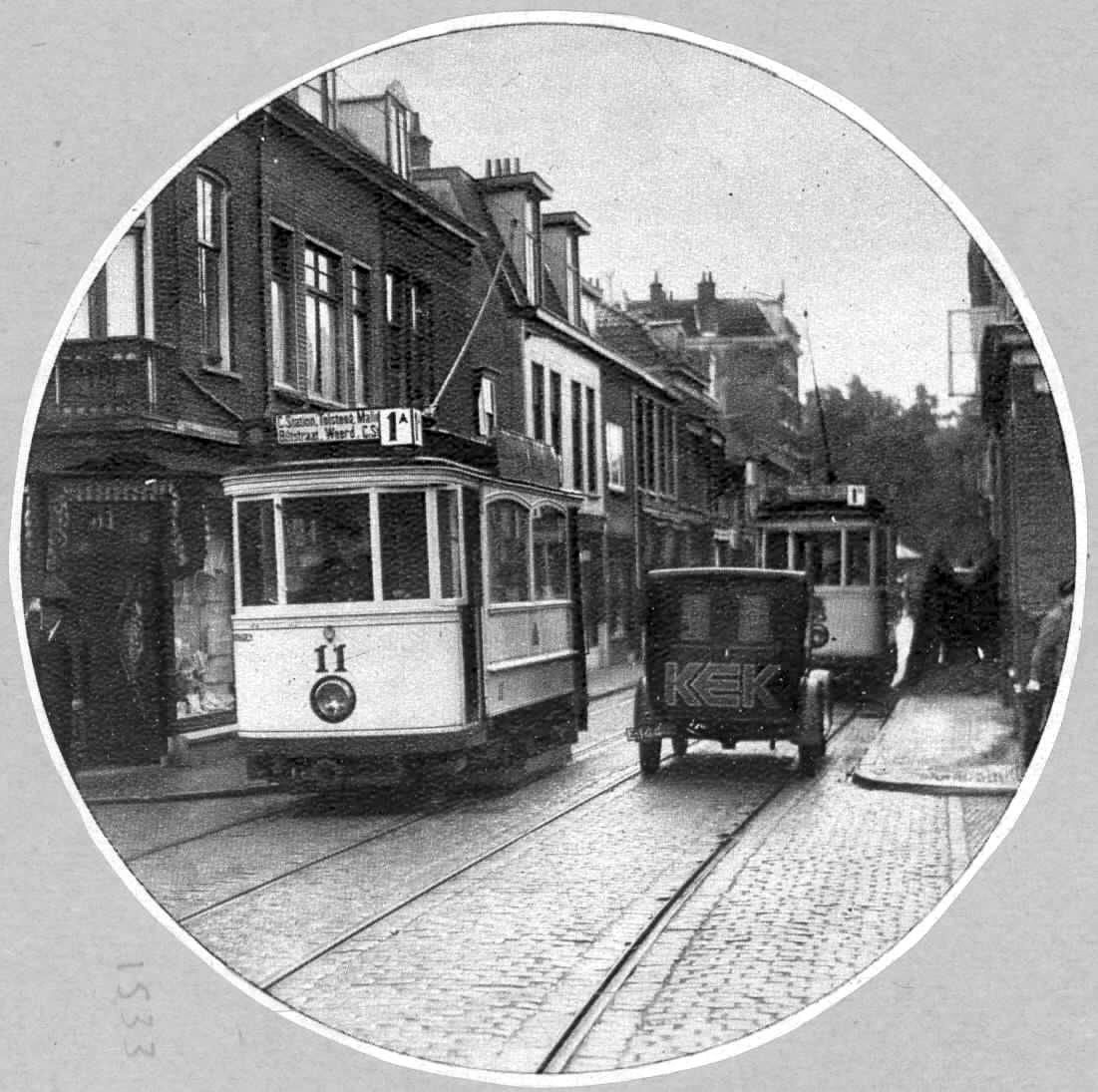
Motorwagen 11 op lijn 1 van de Gemeentetram Utrecht (GTU) in de Koekoekstraat te Utrecht; circa 1932. Collectie van het Utrechts Archief.
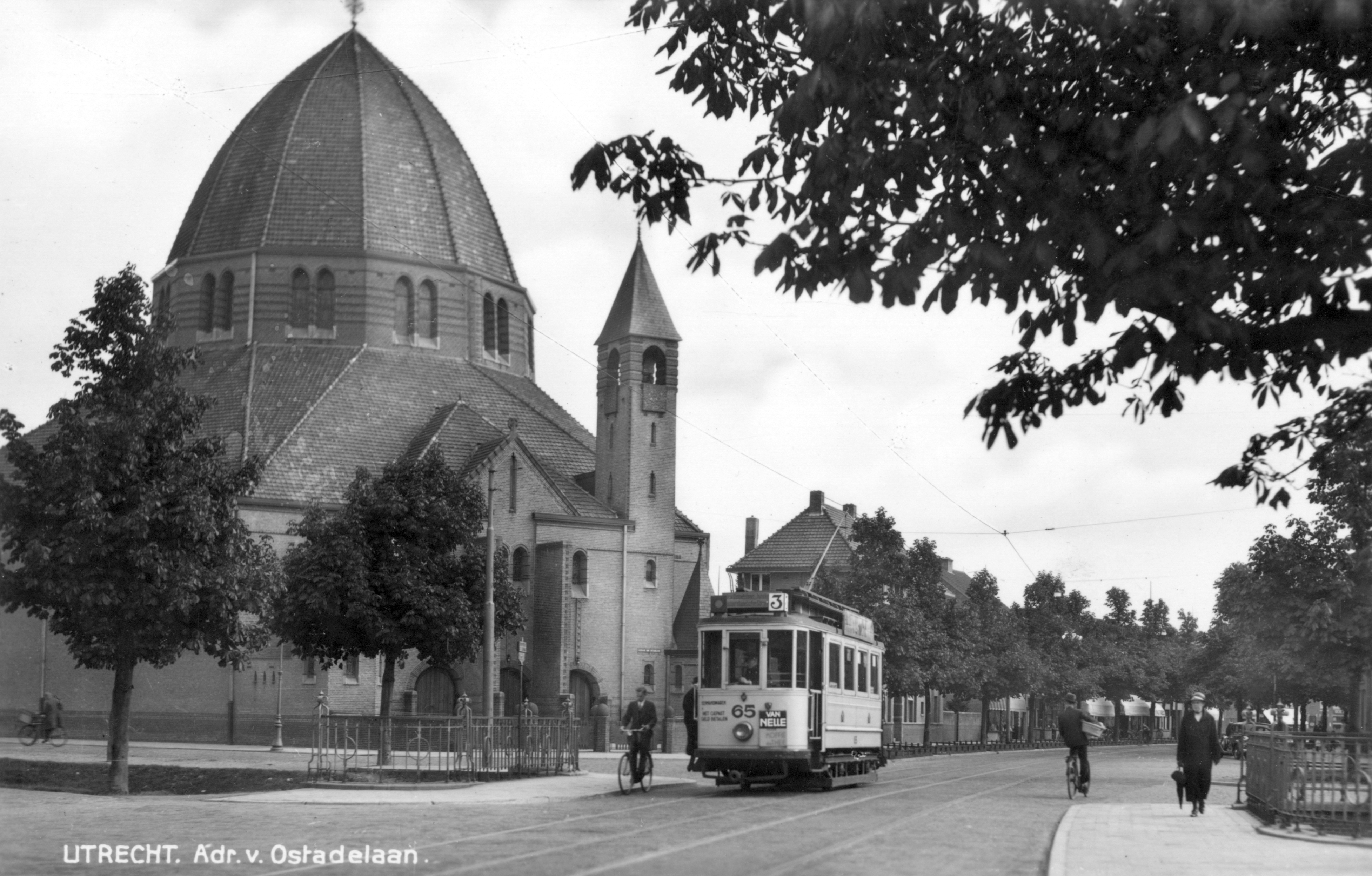
Motorwagen 65 op lijn 3 van de Gemeentetram Utrecht (GTU) passeert de Sint-Aloysiuskerk aan de Adriaen van Ostadelaan 2 te Utrecht; circa 1933-1938. Collectie van het Utrechts Archief.
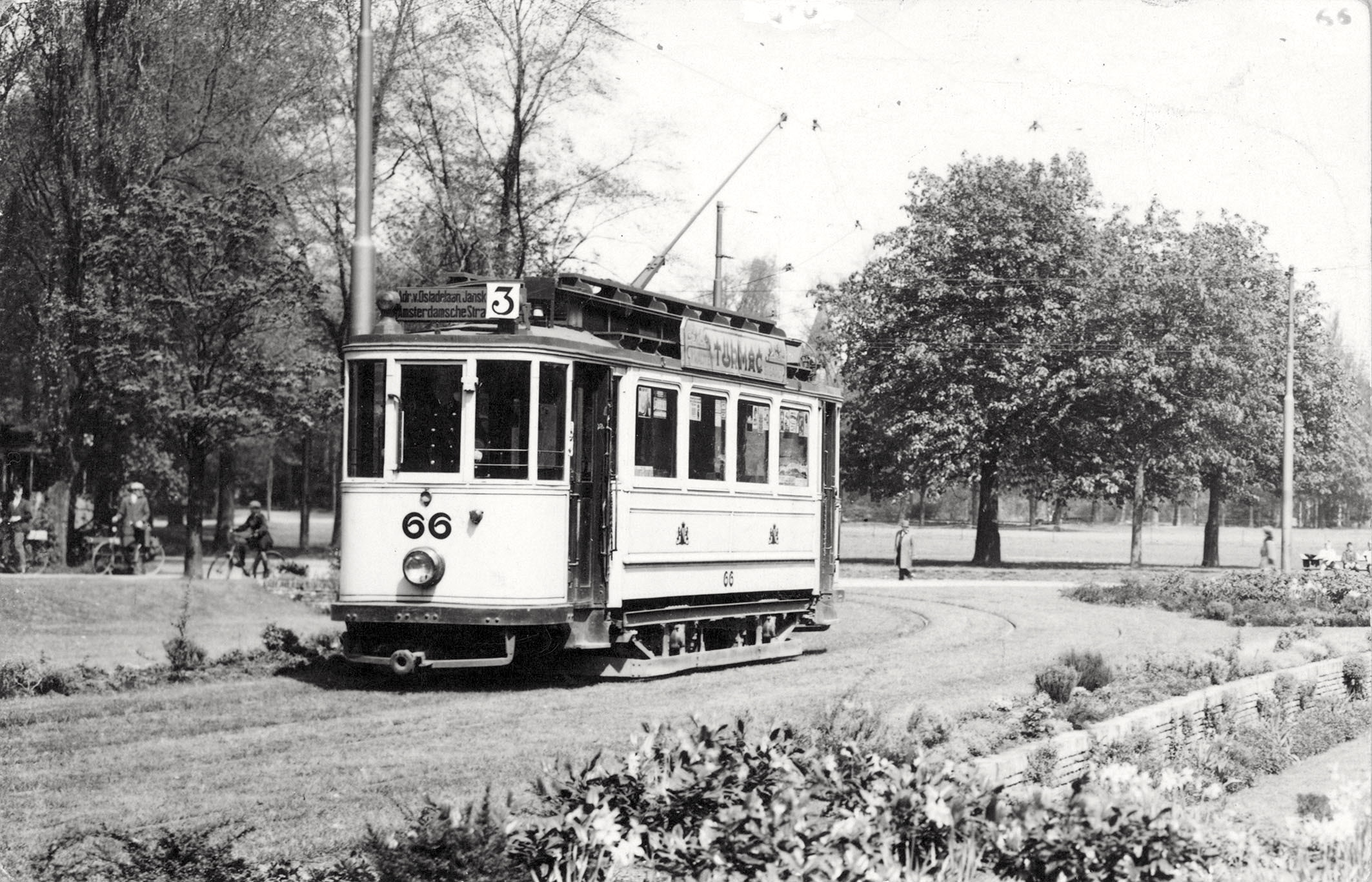
Motorwagen 66 op lijn 3 van de Gemeentetram Utrecht (GTU) bij het Wilhelminapark te Utrecht; circa 1933. Collectie van het Utrechts Archief.

## Materieel

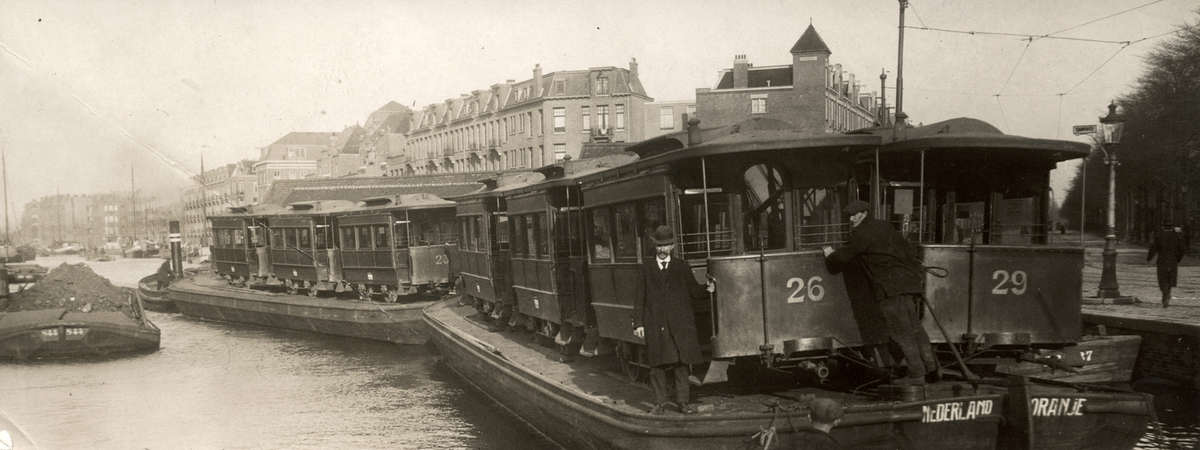
In 1918 kwam een tweede vloot Amsterdamse paardentrams per boot naar Utrecht. Het transport is hier te zien op de Kostverlorenvaart, nabij de Overtoomse Sluis.

Het wagenpark van de gemeentetram Utrecht is in de relatief korte periode van bestaan divers geweest. Wel bestond alle materieel uit tweeassers. Voor de eerste tramlijn werden in 1905 een twintigtal kleine motorwagens besteld, kort daarna aangevuld met iets sterkere en grotere wagens voor de tweede en derde lijn. Na enkele jaren kwamen grote motorwagens voor de definitieve lijn 2, samen met vrijwel identieke maar motorloze aanhangwagens. Na deze bestellingen werd het gros van overige materieel tweedehands aangeschaft, voornamelijk uit Duitsland, maar ook tot bijwagen verbouwde Amsterdamse paardentrams. In 1927 volgde een laatste bestelling van nieuwe, grote tweeassers serie 67-78 van Werkspoor, die echter voortborduurden op een Haags model uit 1919. Voor een moderner tramtype had de GTU geen geld. 
Na opheffing van het trambedrijf werd vrijwel al het materieel voor sloop verkocht behalve de slechts 12 jaar oude uit 1927 daterende trams, die uiteindelijk integraal aan Amsterdam verkocht werden voor slechts 1000 gulden per wagen, wat ook voor die tijd uitzonderlijk gering was. In Amsterdam werden de motorwagens aangepast aan de eisen van het Amsterdamse trambedrijf (met als stroomafnemer een sleepbeugel in plaats van een trolleystang) en kwamen in 1939-40 in de Amsterdamse blauwe kleur in dienst met de nummers 1-12.

### Motorwagens
| Serie | Aantal | Bouwjaar     | Fabrikant  | Elektrische installatie | Bijzonderheden | Vermogen (in kW / pk) | Afvoer |
| ----- | ------ | ------------ | ---------- | ----------------------- | --- | --------------------- | ------ |
| 1–20  | 20     | 1905         | MAN        | AEG                     | Hoofdaannemer AEG. Vertraagd afgeleverd door staking bij MAN in Neurenberg. Slechts 28 pk en een radstand van 1,7 meter. 16 zitplaatsen en open balkons. De eerste wagens werden voor april 1906 afgeleverd. 1 - 8 in 1926 verbouwd tot bijwagen. In 1937 werden de wagens gesloopt op het Vaaltterrein. | 21 / 28               | 1937   |
| 21–32 | 12     | 1907         | Allan      | AEG                     | | 35 / 47               | 1937   |
| 33–38 | 6      | 1909         | Werkspoor  | AEG                     | Gebouwd voor inzet op lijn 2 | 35 / 47               | 1938   |
| 39–45 | 7      | 1908 of 1913 | Falkenried | ?                       | 1921 import uit Hamburg-Altona (Elektrische Bahn Altona–Blankenese) | 74 / 100              | 1938   |
| 50–57 | 8      | 1914         | Werkspoor  | AEG                     | verbouwd uit aanhangrijtuigen 51 - 58 met nieuw Wismar-onderstel | 35 / 47               | 1938   |
| 58–62 | 5      | 1921         | Lindner    | AEG                     | 1922 import uit Eberswalde. Volgens een bron hadden twee van de vijf motorwagens nog nooit gereden en stonden op het fabrieksterrein van Lindner in Ammendorf bij Halle. Serie door Utrecht aangeschaft nadat Van der Zypen & Charlier niet kon voldoen aan de verplichtingen voor het leveren van 10 motorrijtuigen voor 261.800 mark. In 1933 en 1934 verbouwd tot eenmanswagen. Voornamelijk ingezet op lijn 3. Konden gezien de hoogte van de lichtkap niet zonder risico door de tunnel in de Leidseweg, dus niet ingezet op de lijnen 4 en 5. In februari 1939 voor sloop verkocht. De AEG-motoren werden nog gebruikt in de trams 5 - 8, 13 - 15 van de tramlijn Utrecht – Zeist en na de oorlog misschien in wagen 5 van de NBM-stadsdienst. | 74 / 100              | 1939   |
| 63–66 | 4      | 1921         | Lindner    | SSW                     | 1922 import uit Eberswalde, verbouwd uit aanhangrijtuigen. In 1933 en 1934 verbouwd tot eenmanswagen. Werden voornamelijk ingezet op lijn 3. Konden gezien de hoogte van de lichtkap niet zonder risico door de tunnel in de Leidseweg en werden dus niet ingezet op de lijnen 4 en 5. In februari 1939 voor sloop verkocht. De SSW-motoren werden mogelijk nog gebruikt in de trams 5 - 8, 13 - 15 van de Tramlijn Utrecht - Zeist en na de oorlog misschien in wagen 5 van de NBM-stadsdienst. | 74 / 100              | 1939   |
| 67–78 | 12     | 1927         | Werkspoor  | AEG                     | In 1927 afgeleverd voor een bedrag van ƒ 23.400.- per stuk. Na opheffing van het trambedrijf in 1939 naar de Gemeentetram Amsterdam verkocht voor slechts ƒ 1.000.- per stuk. Aldaar vernummerd in 1 - 12 (in 1954 301 - 312). Tot 1961 in dienst. Motorwagen (30)1 (ex-GTU 75) is als museumtram bewaard gebleven bij de Electrische Museumtramlijn Amsterdam. | 68 / 92               | 1939   |

### Bijwagens
| Serie   | Aantal | Bouwjaar               | Fabrikant                                   | Bijzonderheden | Afvoer |
| ------- | ------ | ---------------------- | ------------------------------------------- | --- | ------ |
| 70–74   | 4      | 1903                   | Van der Zypen & Charlier                    | Open rijtuigen, in augustus en september 1906 gehuurd van NCS voor inzet op de pas geopende en toen drukke Ringlijn. |        |
| 51–58   | 8      | 1908                   | Werkspoor                                   | Mogelijk was de nummering 50 - 57. In 1914 en 1915 verbouwd tot motorwagens.                                         |        |
| 101–104 | 4      | 1877, 1878, 1880, 1883 | Beijnes                                     | Ex-paardentram uit Amsterdam (31, 47, 66 en 146).                                                                    | 1927   |
| 105–116 | 12     | 1877, 1883, 1894, 1896 | Beijnes, Amsterdamsche Omnibus Maatschappij | Ex-paardentram uit Amsterdam (26, 29, 105, 110, 111, 113 - 115, 230 - 232 en 251).                                   | 1927   |
| 1–8     | 8      | 1926                   | MAN / GTU                                   | 1926 verbouwd uit motorwagens 1 - 8 na afvoer van de paardentrams uit Amsterdam.                                     | 1938   |

### Werkmaterieel
| Omschrijving                | Bouwjaar | Fabrikant | Bijzonderheden                                                                                                  | Vermogen (in kW / pk) | Afvoer |
| --------------------------- | -------- | --------- | --- | --------------------- | ------ |
| Sproeiwagen                 | 1908     | ?         | | 17 / 21               | 1938   |
| Railreiniger/Veegmotorwagen | 1924     | Schörling | In 1938 verkocht aan de NBM voor de lijn Utrecht – Zeist, aldaar zelden gebruikt. In augustus 1945 nog aanwezig | 39 / 53               | 1938   |
| Veegmachine                 | 1906     | MAN       | | 31 / 42               | 1938   |
| Veegmachine                 | ?        | Uerdingen | | 35 / 47               | 1938   |